# Морская авиация Российской Федерации
Морская авиация Военно-морского флота (МА ВМФ) — род сил ВМФ России (ВВС и ПВО ВМФ), предназначенный для поиска и уничтожения боевых сил флота противника, десантных отрядов, конвоев и одиночных кораблей (судов) в море и на базах; прикрытия группировок кораблей и объектов флота от ударов противника с воздуха; уничтожения самолётов, вертолётов и крылатых ракет; ведения воздушной разведки; наведения на корабельные силы противника своих ударных сил и выдачи им целеуказания. Привлекается также к минным постановкам, противоминным действиям, радиоэлектронной борьбе (РЭБ), воздушным перевозкам и десантированию, поисково-спасательным работам на море.

Малая эмблема Морской авиации

В советский период — Военно-воздушные силы Военно-морского флота СССР (ВВС ВМФ СССР).
Управление (штаб) МА ВМФ находится в Новомосковском административном округе г. Москвы, микрорайон «Гарнизон Остафьево».

## Состав
Условно делится на корабельную (палубную) авиацию и авиацию берегового базирования (в настоящее время почти вся авиация ВМФ — берегового базирования).
Состояла до 2011 года из ракетоносной, штурмовой, истребительной, противолодочной, поисково-спасательной, транспортной и специальной авиации.
- Ракетоносцы и штурмовики предназначены для противоборства с группировками надводных кораблей в океанской и прибрежной зонах, для нанесения ракетных и бомбо-штурмовых ударов по портам, береговым базам, аэродромам и другим военным и промышленным объектам противника.
- Противолодочная авиация предназначена для поиска, обнаружения, слежения и поражения подводных лодок.
- Истребительная авиация предназначена для контроля обширного воздушного пространства и завоевания превосходства в воздухе над морскими ТВД.
- Поисково-спасательная авиация предназначена для спасения и оказания помощи терпящим бедствие экипажам морских и воздушных судов.
- Военно-транспортная авиация ВМФ осуществляет парашютное десантирование морской пехоты, пассажирские перевозки личного состава ВМФ и военных грузов.
- Специальная авиация выполняет специальные задачи в интересах ВМФ, других видов Вооружённых Сил и родов войск.
- Корабельная (палубная) авиация является основной ударной силой авианосных соединений ВМФ. Её основными боевыми задачами в вооружённой борьбе на море являются уничтожение авиации противника в воздухе, стартовых позиций зенитных управляемых ракет и других средств противовоздушной обороны противника, ведение тактической разведки и др. Палубные вертолёты морской авиации используются для целеуказания ракетному оружию корабля при уничтожении подводных лодок и отражении атак низколетящих самолётов и противокорабельных ракет противника. Неся на себе ракеты класса «воздух-поверхность» и другое вооружение, они могут использоваться для огневой поддержки десанта морской пехоты и поражения ракетных и артиллерийских катеров противника.

Корабельная авиация представлена четырьмя типами самолётов:
истребителями Су-33 и МиГ-29К,
учебно-тренировочными самолётами Су-25УТГ и
учебно-боевыми самолётами МиГ-29КУБ,
а также вертолётами Камова.
По состоянию на 2020 год, в составе ВМФ России имеется один авианесущий корабль, крейсер «Адмирал Флота Советского Союза Кузнецов», на борту которого, во время походов, базируется авиагруппа из Су-33, МиГ-29К, МиГ-29КУБ, Су-25УТГ и вертолётов Ка-27 и Ка-29.

## История

### Становление
В 1909 году в Севастополе, по примеру других городов, был организован частный аэроклуб. Его председатель обратился к собравшемуся в командировку за границу начальнику Службы связи Черноморского флота капитану 2-го ранга В. Н. Кедрину с просьбой приобрести один аэроплан на свой выбор. Задачу возложили на заведующего Черноморским воздухоплавательным парком (парк подчинялся начальнику Службы связи) лейтенанта С. Ф. Дорожинского, который выехал во Францию вместе с Кедриным. Дорожинскому удалось договориться с фирмой «Антуанет», которая за 12 тыс. рублей согласилась не только изготовить аэроплан, но и обучить Дорожинского лётному мастерству. Закончив обучение к моменту исполнения заказа, Дорожинский дал телеграмму командующему Черноморским флотом о покупке аэроплана и попросил оплатить её, рассчитывая так: если будет отказ, то «Антуанет» станет собственностью аэроклуба, а если средства найдутся, то аэроплан станет собственностью воздухоплавательного парка. На полученной телеграмме появилась резолюция командующего Черноморским флотом вице-адмирала В. С. Сарнавского: «Не будучи в состоянии разобраться в делах по заказу аэроплана „Антуанет“ за неимением точных указаний, а также и того, на каком основании лейтенант Дорожинский с 26 сентября 1909 года и до сих пор находится во Франции, я не считаю себя вправе делать каких бы то ни было денежных переводов…»
В период Русско-японской войны был создан Комитет по усилению флота на добровольные пожертвования, построивший к концу 1909 года двадцать боевых кораблей и располагавший ещё суммой 900 тыс. рублей. 30 января 1910 года общее собрание Комитета решило направить свой денежный фонд на развитие военной авиации в России с тем, «чтобы в случае открытия военных действий флот этот с подготовленной командой подлежал передаче морскому и военному ведомству». На этом собрании капитан Л. М. Мациевич предложил Комитету создать для координации действий Отдел воздушного флота (ОВФ), и он был создан 6 февраля 1910 года. В начале марта ОВФ откомандировал во Францию группу офицеров для обучения лётному делу и группу военнослужащих нижних чинов для изучения моторов. Также было решено заказать во Франции одиннадцать аэропланов различных типов. В числе обучившихся полётам и ставших после этого первыми в России военными инструкторами лётного дела были: капитаны Л. М. Мациевич, С. А. Ульянин и М. М. Зеленский, штабс-капитан Б. В. Матыевич-Мацеевич, лейтенант Г. В. Пиотровский и поручик М. С. Комаров.
Спустя некоторое время вице-адмирал В. С. Сарнавский поспособствовал тому, чтобы заказанный Дорожинским аэроплан принадлежал Черноморскому флоту. В конце июля 1910 года моноплан «Антуанет-4» в разобранном виде был доставлен в Севастополь. Потребовалось время на его сборку и проверку на земле. Первый полёт состоялся 16 (29) сентября 1910 года, он продолжался не более 5 минут — Дорожинский сделал два круга на высоте до 50 метров над Куликовым полем под Севастополем. Среди многочисленных зрителей присутствовал и вице-адмирал В. С. Сарнавский. Это был первый в истории русского флота полёт на аэроплане, принадлежавшем Морскому министерству. Один из последующих полётов Дорожинского наблюдал морской министр И. К. Григорович, а 11 декабря с Дорожинским в качестве пассажира поднялся в воздух главный командир Севастопольского порта вице-адмирал И. Ф. Бострем.
Некоторые исследователи полагают, что морская авиация России зародилась на Балтийском флоте. Предложено считать датой её рождения 6 (19) августа 1910 года, а местом рождения — Гребной порт на Васильевском острове в Санкт-Петербурге. В этот день здесь был отслужен торжественный молебен по поводу спуска на воду первого гидроплана, что послужило началом функционирования Опытной авиационной станции — первой официально сформированной авиационной воинской части на Балтийском флоте. Однако архивные документы Военно-морского флота свидетельствуют о зарождении морской авиации России на Черноморском флоте.
Для обучения лётному делу ОВФ предполагал создать в Гатчине на военном аэродроме Офицерской воздухоплавательной школы Офицерскую школу авиации, но поздняя присылка заказанных аэропланов, а также климатические условия и невозможность проводить занятия в зимний период стали причиной поиска места на юге России. Выбор пал на Севастополь с его близостью к военно-морской базе и её мастерским. 8 (21) ноября 1910 года на Куликовом поле под Севастополем была открыта Офицерская школа авиации Отдела воздушного флота. В числе первых выпускников школы (около 30 человек) в октябре 1911 года было 8 офицеров флота.

### Первая мировая война
Начало Первой мировой войны застало Морскую авиацию России на стадии организационного становления. Всего в Морском министерстве к 1 августа 1914 г. насчитывалось около трёх десятков самолётов различных типов и около 20 дипломированных лётчиков. Ещё около 10 офицеров проходило лётную подготовку непосредственно на флотах. К началу войны на Балтике было всего 10 гидросамолётов, базировавшихся в Либаве, а на Чёрном море, в Севастополе, в Килен-бухте — восемь. На Тихом океане предполагалось развернуть авиационные отряды лишь к лету 1915 г., однако это не было реализовано из-за начавшейся войны.
18 августа 1914 г. приказом по флоту и Морскому ведомству № 269 было введено в действие «Положение о Службе авиации в Службе связи», определявшее правовой статус авиационных подразделений флотов.
В начале марта 1915 г. в составе Морской авиации имелось уже 77 самолётов, в том числе, на Балтике — 47, и на Чёрном море — 30 гидроаэропланов. Их обслуживали 78 офицеров и 859 нижних чинов.
Подчинённость авиации Службе связи флота существенно ограничивало её боевые возможности. Видевший большой потенциал морской авиации командующий Черноморским флотом адмирал А. А. Эбергард своим приказом вывел черноморскую военно-морскую авиацию из подчинения начальника службы связи флота и подчинил её начальнику штаба флота, что позволило существенно расширить круг решаемых ею боевых задач в интересах всего флота. К концу 1916 года эта структура получила распространение и на других флотах России.
Официальная история от Министерства обороны Российской Федерации гласит, что 17 июля (4 июля по старому стилю) 1916 г. на Балтике произошёл воздушный бой четырёх самолётов с гидроавиатранспорта «Орлица» с четырьмя германскими самолётами. Через 80 лет после данного события, приказом Министра обороны РФ № 253 от 15.07.1996 г., 17 июля 1916 года было определено Днём рождения Морской авиации России.
30 ноября 1916 года вышел указ Императора Николая II о формировании воздушных дивизий Балтийского и Чёрного морей. Одновременно с ним приказом начальника Морского штаба ставки Верховного Главнокомандующего адмирала А. И. Русина № 428, вместо устаревшего положения «О Службе авиации в Службе связи» (учреждённого в 1914 г.), было введено в действие новое положение «О Службе Морской авиации и воздухоплавании» Императорского Российского флота. Согласно ему, определялась структура частей и соединений Морской авиации: 4-8 самолётов составляли отряд, 2-4 отряда образовывали воздушный дивизион, 2-4 дивизиона — бригаду, а 2 и более бригад — воздушную дивизию моря. Данное «Положение» фактически придало отечественной Морской авиации статус рода сил флота. Оно было подготовлено с учётом опыта применения авианесущих кораблей Черноморского и Балтийского флотов в кампаниях 1915—1916 годов. В тот же день было утверждено «Положение о дивизионе корабельной авиации», в котором были чётко прописаны взаимоотношения корабельных и авиационных командиров и начальников.
Кроме воздушных дивизий Балтийского и Чёрного морей, в течение 1916—1917 годов для содействия действующей армии были сформированы и другие гидроавиационные части и подразделения:
— весной 1916 г. на Чудском озере формируется Чудской гидроавиационный отряд, который позднее был переведён в Ораниенбаум, и накануне Великой Октябрьской социалистической революции слился с Петроградской школой Морской авиации;
— в 1916 г., для содействия войскам Бакинского отряда Кавказского фронта, на оз. Ван в Турции формируется Ванская военная флотилия, в состав которой были включены два гидросамолёта М-5. Начальником Ванского гидроавиационного отряда с июня по август 1917 г. был назначен инженер-механик мичман М. М. Иванов. В связи с развалом Кавказского фронта и наступлением турецких войск, в феврале-марте 1918 г. Ванская флотилия и её авиаотряд были ликвидированы;
— в феврале 1917 г., для обеспечения флотилии Северного Ледовитого океана, начала формироваться воздушная бригада особого назначения (на правах воздушной дивизии).

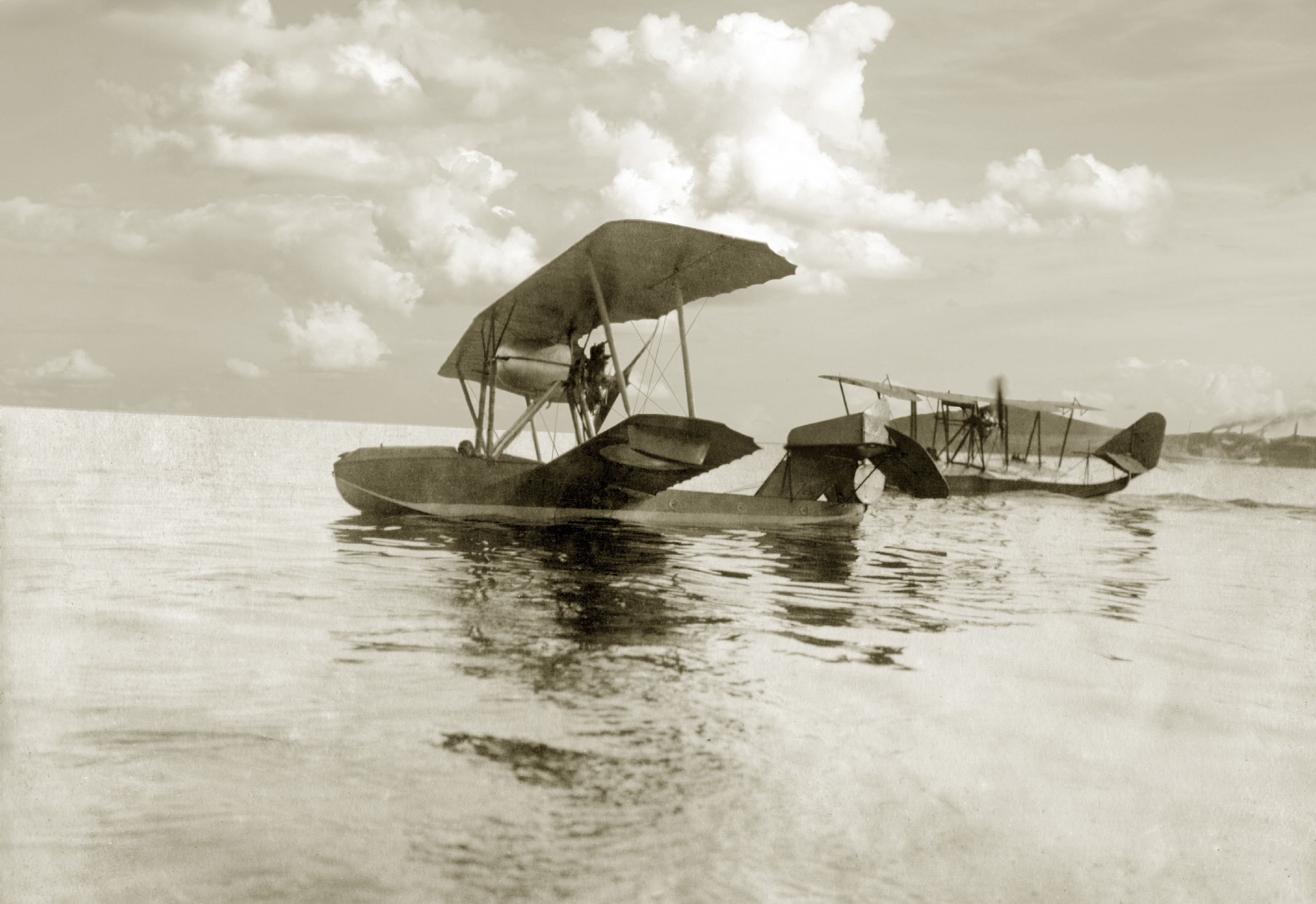
Летающие лодки Д. П. Григоровича М-11 и М-5 (на заднем плане). Бакинская офицерская школа морской авиации, 1917 г.

По состоянию на 1 января 1917 г., российская Морская авиация являлась внушительной силой и имела в своём составе 264 аэроплана разных типов. Из них 152 самолёта и 4 малых управляемых аэростата находились на Черноморском флоте, 88 самолётов — на Балтийском. Ещё 29 самолётов имелось в Петроградской и Бакинской офицерских авиашколах. Только с сентября 1916 г. по май 1917 г. Морское ведомство получило 61 гидросамолёт конструкции Григоровича М-11 и М-12; из них 26 летали на Чёрном море, около 20 поступили на Балтику. В черноморских и балтийских авиационных частях служили, соответственно, 115 и 96 офицеров, 1039 и 1339 кондукторов, унтер-офицеров и рядовых. Звание «морской лётчик» официально имели 56 черноморцев и 46 балтийцев. В середине января 1917 г. закончилось формирование воздушной дивизии Чёрного моря под начальством капитана 1 ранга М. И. Федоровича. Подобное авиационное соединение на Балтике, под командованием капитана 1 ранга Б. П. Дудорова, завершило формирование в мае того же года. В июне 1917 г. в Петрограде был создано управление Морской авиации и воздухоплавания (УМАиВ), которое должно было осуществлять руководство всей авиацией Российского флота. Первым начальником УМАиВ был назначен капитан 2 ранга А. А. Тучков.
К Великой Октябрьской социалистической революции Морская авиация России имела в своём составе воздушную дивизию Балтийского моря (две воздушные бригады и отряд корабельной авиации) и воздушную дивизию Чёрного моря (две воздушные бригады и дивизион корабельной авиации). Всего в них насчитывалось 269 самолётов различных типов. Однако их боеспособность была крайне низкой, и в апреле 1918 г. обе дивизии прекратили своё существования.

### Советское время до Второй мировой войны
28 ноября 1917 г. по указанию В. И. Ленина был издан приказ об учреждении должности комиссара при управлении Морской авиации и воздухоплавания. На неё был назначен воеморнлёт А. П. Онуфриев (ранее работал на авиазаводе «Дукс» в Москве), ставший одним из активных организаторов советской Морской авиации.
По состоянию на конец ноября 1917 г., в составе Морской авиации России находились 240 самолётов М-9, М-5, М-11, М-20. Из них в составе Балтийской воздушной дивизии было 88 самолётов, Черноморской — 152.
По состоянию на середину декабря 1917 г., в боевом ядре Морской авиации насчитывалось 2114 аэропланов и 161 лётчик, в том числе:
воздушная дивизия Балтийского моря располагала: 74 летающими лодками (40 М-95, 13 М-15, 21 М-16), 24 колёсными истребителями «Ньюпор-21» и 87 лётчиками; воздушная дивизия Чёрного моря располагала: 104 летающими лодками (24 М-5, 60 М-9, 4М-11, 16М-15), а также 9 истребителями «Ньюпор-17». На это количество самолётов имелось всего 74 лётчика.
Ещё 75 самолётов имелось в школах Морской авиации. Основным центром подготовки лётных кадров являлась Бакинская школа Морской авиации, где в это время обучалось 180 курсантов. В Ораниенбаумской школе Морской авиации и Красносельской школе воздушного боя и высшего пилотажа обучалось ещё 50 и 25 курсантов соответственно.
Одним из первых шагов новой большевистской власти в области военного строительства был приказ по армии и флоту № 4 от 20.12.1917, определяющий, что морская и сухопутная авиация должны быть объединены под единым сухопутным командованием. Народный комиссариат по военным и морским делам (Наркомвоенмор) приказал поставить во главе управления воздушного флота (УВОФЛОТ) новообразованную всероссийскую коллегию УВОФЛОТа под председательством К. В. Акашева. В её состав, наряду с другими членами, вошёл и комиссар управления морской авиацией (УМА) А. П. Онуфриев. Его вхождение в состав коллегии означало фактическое слияние руководства УМА и УВОФЛОТа. Однако Верховная Морская коллегия, созданная по декрету СНК ещё 24 ноября 1917 г. для руководства центральными учреждениями Морского ведомства, опираясь на доклад Морского Генерального штаба, признала указанное выше решение преждевременным. В связи с этим, 11 (24) января 1918 г. коллегия постановила: «Вопрос о соединении управлений временно принятием в исполнение отложить и разработать проект урегулирования отношений управлений». Против объединения двух видов авиации категорически выступил Реввоенсовет Балтфлота, твёрдо указавший на то, что «гидроавиация является типичным морским родом оружия. Она оснащается соответствующим образом приспособленными летательными аппаратами и комплектуется специально подготовленными лётчиками, знающими специфику морской войны».
Исполнявший обязанности начальника штаба флота бывший контр-адмирал А. Ружек заявил, что объединение авиации станет ошибочной мерой, находящейся в очевидном «разрыве с интересами морской обороны Республики». Эти мнения энергично поддержал и начальник Морского Генштаба (бывш. капитан 1 ранга) Е. Беренс. По его инициативе, приказом по армии и флоту № 3 от 25.05.1918 управление Морской авиации снова поступило в подчинение Наркомата по морским делам.
К весне 1918 г. Морская авиация советской России претерпела серьёзные организационные изменения. В марте-апреле воздушная дивизия Балтфлота, под угрозой захвата её немецкими войсками, была вынуждена вместе с флотом эвакуироваться из Ревеля и Гельсингфорса под Петроград и вглубь России, на Волгу. В конце апреля из её остатков была сформирована воздушная бригада особого назначения, в составе трёх дивизионов (восемь авиаотрядов). К маю всё Черноморское побережье оказалось в руках австро-германских войск и армии Украинской центральной рады. В свете этого, воздушная дивизия Чёрного моря, потерявшая весь авиационный парк и пункты базирования, прекратила своё существования. 6 марта 1918 г., предвидя неизбежность потерь техники и кадров авиации, Наркомат по морским делам издал приказ № 183, в котором изложил командованию Балтийского и Черноморского флотов распоряжения: «1. Все авиационные части и школы сохраняются, причём личный состав этих частей обязуется приложить все усилия к сбережению имеющегося в их распоряжении имущества военного назначения. 2. По мере хода демобилизации, центральным авиационным комитетам морей надлежит стягивать авиационные части, потерявшие боевое значение, при условии сохранения тех частей, которые необходимы для поддержания воздушной связи, в Балтийском море — на северном берегу между Або, Гельсингфорсом и Петроградом, и в Чёрном море — между Одессой, Севастополем и Поти». Датой создания ВВС Балтийского флота считается 28 апреля 1918 года.
По состоянию на 1 октября 1918 г., в состав Морской авиации входили: Беломорский, Волжский, Каспийский и Онежский гидроавиаотряды, с 18 гидросамолётами М-9 и 9 сухопутными истребителями «Ньюпор» и «Лебедь». Кроме того, на Балтике имелось ещё 14 самолётов. Авиация Черноморского флота ещё к лету прекратила своё существование. Всего за 1918—1920 гг. в составе Морской авиации было сформировано 19 морских авиационных отрядов. Часть из них в дальнейшем вошла в состав других авиаотрядов, и по состоянию на 1 января 1920 г., имелось 10 гидроавиаотрядов и 4 истребительных отряда — всего около 75 самолётов различных типов и технического состояния.
Весной 1920 году произошло событие, наложившее отпечаток на дальнейшее развитие Морской авиации. Приказом РВС Республики № 447/78 от 25.03.1920, «в целях поднятия боеспособности Красного Воздушного флота Республики», Морская авиация всё же была подчинена Главному управлению Рабоче-Крестьянского Красного Воздушного флота. Авиационный отдел РКВМФ подлежал расформированию, с передачей всех дел и личного состава во вновь созданное Главное управление РККВФ. Одновременно с этим была учреждена должность помощника начальника Воздухофлота Республики по гидроавиации (с 24 апреля на эту должность был назначен М. Ф. Погодин, с 28 сентября того же года — А. П. Онуфриев). Были введены также должности помощника начальника Воздушного флота действующей армии по гидроавиации (с июля 1920 г. её занимал С. Э. Столярский) и помощников начальников флотов приморских военных округов и фронтов по гидроавиации. Начальники воздушных дивизионов теперь подчинялись морскому командованию только в оперативном отношении. На момент передачи Морская авиация насчитывала 96 летательных аппаратов различных типов, из них на Балтике — 36 гидросамолётов и 13 истребителей, на Чёрном море — 33 гидросамолёта и 14 истребителей. Таким образом, на протяжении последующих 18 лет Морская авиация находилась в прямом подчинении ВВС РККА.
В 1921 году Морская авиация представляла собой 2 оперативных объединения, подчинявшихся Главвоздухфлоту, а в оперативном отношении — начальникам Морских сил морей:
— Воздушный флот Балтийского моря — воздушный дивизион (гидроавиадивизион) особого назначения, в составе 1-го и 2-го отдельных морских разведывательных отрядов, а также 1-го отдельного истребительного авиационного отряда;
— Воздушный флот Чёрного и Азовского морей (дата создания 3 марта 1921 года) — гидроавиадивизион, в составе 3-го и 4-го отдельных морских разведывательных авиационных отрядов, а также 2-го отдельного истребительного авиационного отряда. Состав Морской авиации Рабоче-Крестьянского Красного Флота в 1921 году:
- Отдел МА при ГУ РККВФ (с 1920 г.) — Москва;
- Самарская военно-морская школа авиации, Красносельская морская школа воздухоплавания;
- Воздушный флот Балтийского моря;
- Воздушный флот Чёрного и Азовского морей (Аральский, Одесский и Днепровский гидроавиаотряды).

С 1920 года Морская авиация организационно входила в состав ВВС РККА. Тем не менее, на протяжении практически всех 20-х годов XX века происходила оживлённая дискуссия в военной печати СССР о видении и предназначении морской авиации.
В период 20-30-х годов, когда Морская авиация организационно входила в состав Военно-Воздушных Сил Рабоче-Крестьянской Красной Армии, высшее руководство страны и руководство Наркомата обороны отводили авиации задачи по поддержанию сухопутных войск, прикрытию войск и объектов тыла от ударов с воздуха, а также по борьбе с воздушной разведкой противника. В соответствии с этим велись разработка и постройка самолётов и их вооружения, составлялись программы обучения летчиков в авиационных учебных заведениях. На это же была направлена оперативно-тактическая подготовка руководящих военных кадров и вся боевая подготовка военной авиации. Морской авиации при этом отводилась второстепенная роль, поэтому парк морской авиации в эти годы пополнялся лишь гидросамолетами, предназначенными в основном для ведения воздушной разведки в море. Летные кадры для неё готовились в Ейской школе морских лётчиков и лётчиков-наблюдателей.

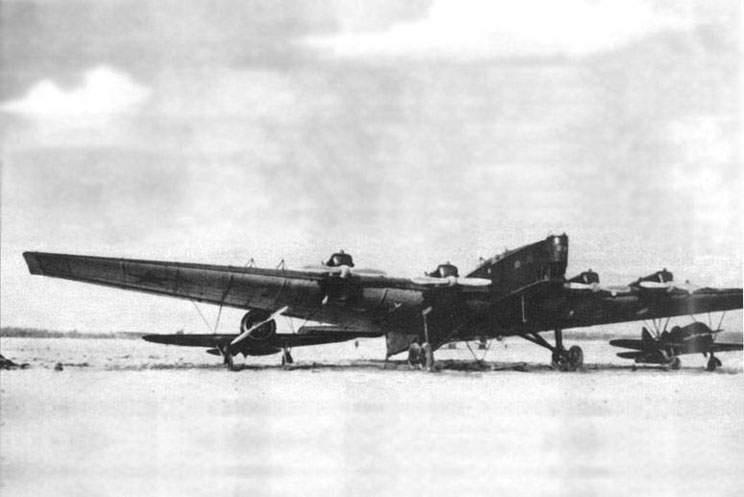
Тяжёлый бомбардировщик ТБ-3 с истребителями И-16 в рамках проекта «Звено».

Также из кадров Морской авиации комплектовалась вновь создаваемая в те годы Полярная авиация, сыгравшая огромную роль в освоении Северного морского пути. Первым Героем Советского Союза в 1934 году стал морской лётчик Анатолий Васильевич Ляпидевский, проявивший мужество и героизм при спасении экипажа затёртого во льдах парохода «Челюскин». Одновременно с ним этого звания были удостоены морские летчики И. Доронин, С. Леваневский и В. Молоков.
Вскоре после воссоздания должности Начальника Морских сил РККА, в его подчинение была передана и Морская авиация согласно Наркома обороны СССР № 0029 от 5 мая 1935 года, в Управлении Морских сил РККА был создан авиационный отдел. Решение было половинчатым и непродолжительным — 23 июля 1937 года приказом НКО СССР № 0032 Морская авиация вернулась в состав ВВС РККА, но уже в обособленном виде: при начальнике ВВС РККА была введена должность заместителя по морской авиации с своим аппаратом. окончательно Морская авиация перешла в ВМФ СССР согласно приказу НКО СССР № 5 от 8 января 1938 года.
30 декабря 1937 года был образован Народный Комиссариат ВМФ, в состав которого организационно вошли возрождённые Военно-воздушные силы ВМФ. Начальником Управления авиации НКВМФ СССР назначается С. Ф. Жаворонков.
Школа морских лётчиков и лётчиков-наблюдателей в Ейске и Школа морских лётчиков Управления полярной авиации Главсевморпути в Николаеве были преобразованы в Военно-морские авиационные училища, а Военная школа авиационных техников в Перми — в Военно-морское авиационно-техническое училище. Был учрежден командно-авиационный факультет в Военно-морской академии имени К. Е. Ворошилова, при ней же открылись годичные курсы повышения квалификации руководящего состава авиации флотов.

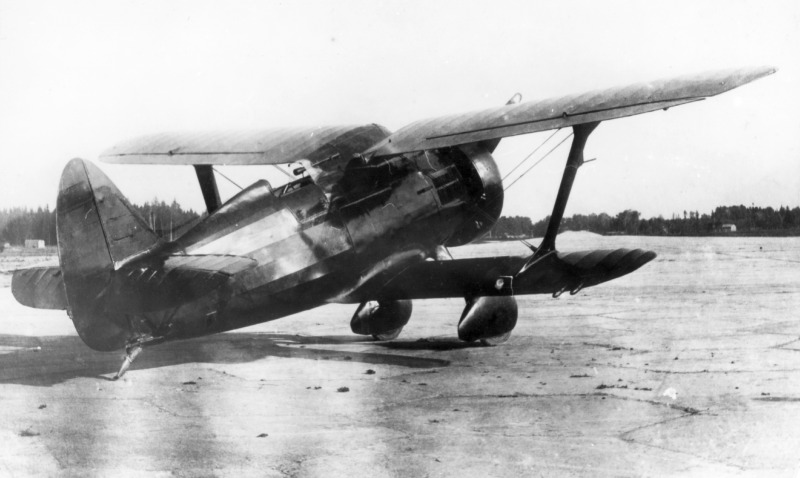
Истребитель И-15.

Бомбардировочная авиация ВМФ стала прорабатывать использование морских мин и торпед, были сделаны соответствующие заказы промышленности и вскоре в ВВС ВМФ была организована минно-торпедная авиация. Минно-торпедные части начали формироваться в 1932 году, в их число вошли 121-я эскадрилья на Балтийском флоте, 1-я эскадрилья в составе Морских сил Дальнего Востока, на Черноморском флоте минно-торпедный отряд был включен в состав 124-й эскадрильи.
4 апреля 1932 года создана авиация Тихоокеанского флота, а 18 августа 1936 года — авиация Северного флота.
Однако неопределённость организационной структуры ВВС ВМФ в предвоенный период отразилась на характере взглядов её оперативно-тактического применения. Долгое время считалось, что воздушную борьбу на море будут вести преимущественно оперативные объединения (воздушные корпуса) ВВС Красной Армии. В соответствии с этим в оперативной подготовке отрабатывалось взаимодействие флотов и воздушных корпусов, а на морскую авиацию возлагались вспомогательные задачи обеспечения флота воздушной разведкой и противовоздушная оборона базирования флота и кораблей в море. Скорая война показала глубокую ошибочность данной концепции — Морская авиация оказалась главной и самой результативной ударной силой советского ВМФ.
К началу войны с Германией Авиация ВМФ представляла собой значительную силу. В её составе было 3838 самолётов различных типов, из них 2824 боевых, в том числе 51 новый истребитель (МиГ-3 и Як-1) и 38 новых ближних бомбардировщиков и разведчиков (Че-2 и Пе-2).

### Советско-финская война

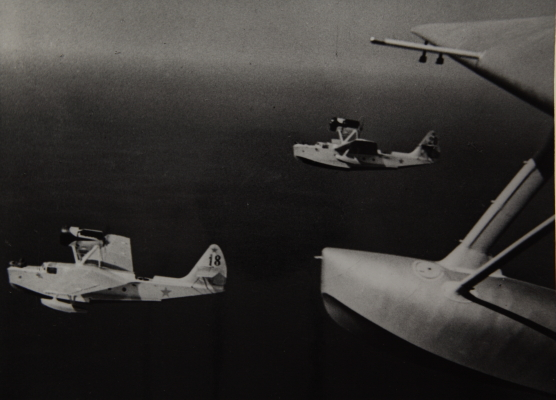
Полёт над морем группы МБР-2, 1939 год.

В зимней кампании 1939—1940-х годах Авиация ВМФ действовала преимущественно в морском секторе. ВВС Балтийского флота к декабрю 1939 года имели 469 самолётов: 111 бомбардировщиков, 246 истребителей, 102 самолёта-разведчика и другие. Во взаимодействии с кораблями она блокировала противника с моря, атакуя его транспорты на коммуникациях и в портах, осуществляя минные постановки на фарватерах. После прорыва главной полосы обороны с 18 февраля 1940 года авиация Краснознамённого Балтийского флота была оперативно подчинена командующему ВВС Северо-Западного фронта. С этого момента Морская авиация действовала в сухопутном секторе, вела борьбу с железнодорожными и автомобильными перевозками. Таким образом, при выполнении этой задачи в войне с Финляндией был получен опыт совместных действий фронтовой и Морской авиации.
За все время войны для атак вражеских судов в море Морская авиация произвела 264 вылета и сбросила 96 тонн бомб. По отчетным данным ВВС КБФ, удалось потопить 14 транспортов (по другим данным — только 2) и повредить ещё более 20. С целью бомбардировки финских портов было совершено 638 вылетов и сброшено на их объекты 368 тонн бомб. Всего Авиацией КБФ было совершено 16633 самолёто-вылетов, сброшено 2600 тонн авиабомб, выставлено 45 морских мин. По данным советской стороны, уничтожено в воздушных боях и на аэродромах 65 финских самолётов, собственные потери ВВС КБФ составили 12 в воздушных боях и 5 сбитых зенитных огнём.

### Великая Отечественная война
В отличие от ВВС Красной Армии, Морская авиация в первый день войны практически не понесла потерь. Это было обусловлено в значительной мере своевременным введением в ВМФ высших степеней боевой готовности, а с другой стороны, достаточным удалением основных аэродромов базирования от аэродромов бомбардировочной авиации противника.
В первые наиболее тяжелые месяцы войны Авиация ВМФ привлекалась в интересах сухопутных войск к бомбо-штурмовым ударам по наступающему противнику. К выполнению подобных задач в предвоенное время экипажи не готовились. С учётом слабого истребительного прикрытия морские авиаторы несли большие потери в людях и технике. Уже по состоянию на 27 июня 1941 года потери морской авиации составили 251 самолёт, а к концу 1941 года боевой состав морской авиации действующих флотов сократился более чем вдвое даже с учётом поступавших пополнений.
В конце июня 1941 г. из подразделений гражданской авиации были сформированы три авиаотряда ГВФ (Балтийский, Черноморский, Северный), которые оперативно подчинялись командованию ВВС соответствующих флотов. Их задачей было обеспечение транспортных перевозок в интересах флотов. Кроме того, с первых дней войны в состав Морской авиации были переданы некоторые авиационные части Погранвойск НКВД. В это же время в составе ВВС ВМФ появились первые подразделения штурмовой авиации: эскадрилья в составе 57-го БАП на Балтике и 46-я ОШАЭ на ЧФ.
По инициативе Наркома Военно-Морского Флота СССР адмирала Кузнецова Н. Г. на базе 1-го минно-торпедного авиаполка ВВС КБФ была создана «особая ударная группа» из 15 самолётов ДБ-3. Ночью 8 августа 1941 года группа, которую вёл лично командир 1-го МТАП полковник Преображенский Е. Н, нанесла бомбовый удар по столице Германии городу Берлину и в полном составе вернулась на аэродром вылета. В дальнейшем, в течение августа самолётами полка было выполнено ещё 7 вылетов, потеряно 18 самолётов и 7 экипажей. Подключившаяся к бомбардировкам Берлина Дальняя авиация ВВС РККА в первый же вылет (10 августа) из 10 ушедших на Берлин машин вышли на цель и отбомбились только шесть, а вернулось домой только две. После этого вылета командир 81-й дальнебомбардировочной авиационной дивизии Герой Советского Союза Водопьянов М. В. (который также был сбит) был снят с должности, а на его место был назначен Голованов А. Е..

Генерал-полковник авиации Евгений Николаевич Преображенский, бывший командир 1-го минно-торпедного авиационного полка БФ, в августе 1941 года лично возглавлял ударную группу, бомбившую Берлин.

Не нанеся сколь-нибудь существенного военно-экономического ущерба гитлеровской Германии, эти вылеты имели значительный психологический и пропагандистский характер в СССР и мире.
Большие потери вынудили руководство ВВС ВМФ расформировать к середине осени ряд соединений и частей, оставшихся без матчасти, и перевести полки с пятиэскадрильного на трёхэскадрильный состав. Оставшийся личный состав направлялся в тыл на переформирование и пополнение авиатехникой. Высвободившиеся эскадрильи также были использованы для формирования новых лётных частей. Кроме того, в течение первых двух месяцев войны были утеряны все приграничные и часть тыловых аэродромов ВВС БФ и ЧФ. Только на Севере потери ВВС СФ были вполне умеренными, и аэродромная сеть не претерпела изменений.
В этих тяжелейших воздушных боях родилась крылатая гвардия Морской авиации. Первыми звания гвардейских были удостоены 1 -й МТАП ВВС БФ, 72-й САП ВВС СФ, 5-й и 13-й ИАП ВВС БФ, которые с 19 января 1942 г. стали именоваться 1-м гв. МТАП, 2-м гв. САП, 3-м гв. и 4-м гв. ИАП соответственно. В апреле 1942 г. к их числу добавились 5-й гв. МТАП (бывш. 2-й МТАП) и 6-й гв. ИАП (бывш. 8-й ИАП) ВВС ЧФ.
По итогу боевых действий Морской авиации СССР в 41-42 годах ударная авиация показала чрезвычайно низкую результативность по основному профилю и очень высокие потери личного состава и техники. Это обусловлено нецелевым применением МА в первые месяцы войны, низкой подготовкой экипажей, постоянными кадровыми перестановками (зачастую необоснованными) и полной некомпетентностью командования как МА, так и ВМФ в плане применения авиации.
На Дальнем Востоке, хотя боевые действия не велись, но обстановка на границе оставалась весьма тревожной. В это время ВВС ТОФ, ВВС СТОФ и Авиация Амурской ВФ решали задачи по защите дальневосточных рубежей СССР от возможной агрессии со стороны Японии, а также велась подготовка авиационных кадров для ВВС западных флотов. Кроме того, практиковалась ротация (взаимозамена) командных кадров с фронта на Дальний восток, что положительно сказывалось на боеспособности воюющих и боеготовности восточных авиачастей ВМФ.
В 1942—1943 гг., исходя из насущных требований войны, в составе Морской авиации был сформированы новые соединения — штурмовые и бомбардировочные (пикировочные) бригады, вооружённые самолётами Ил-2 и Пе-2 (9-я ШАБ ВВС БФ, 10-я БАБ ВВС ТОФ, 11-я ШАБ ВВС ЧФ, 12-я ШАД ВВС ТОФ).
21 января 1943 года Управление ВВС ВМФ было реорганизовано в Главное управление ВВС ВМФ, что, в определённой мере, повышало его статус в структуре НК ВМФ.
К лету 1943 года, на основании опыта боев, все авиационные бригады ВВС флотов были переформированы в авиационные дивизии (минно-торпедные, истребительные, штурмовые, бомбардировочные). К концу года в составе Морской Авиации имелось уже 12 авиационных соединений: 1-я МТАД, 4-я ИАД, 11-я ШАД ВВС ЧФ; 3-я ИАД, 8-я МТАД, 9-я ШАД ВВС БФ; 5-я МТАД, 6-я ИАД ВВС СФ, 2-я МТАД, 7-я ИАД, 10-я БАД, 12-я ШАД ВВС ТОФ.

Маршал авиации, командующий авиацией Военно-морского флота СССР в годы Второй мировой войны Семён Федорович Жаворонков.

В 1943 г. в ВВС ВМФ реорганизовали части и подразделения разведывательной авиации. До сих пор её основу составляли летающие лодки МБР-2, Че-2, ГСТ. Эти самолёты уже не отвечали требованиям войны. В то же время в Морскую авиацию, кроме отечественных самолётов, начали поступать во всё возрастающих количествах истребители и бомбардировщики иностранного производства Р-40 «Томахок» и «Киттихаук», Р-39 «Аэрокобра», А-20 «Бостон». Это позволило, кроме ранее имевшихся лодочных разведывательных полков и отдельных эскадрилий, сформировать новые разведполки, вооружённые колёсными самолётами. В том числе, в ВВС БФ 26-я ОРАЭ была переформирована в новый 15-й ОРАП, в ВВС ЧФ — 27-я ОРАЭ в 30-й ОРАП, в ВВС ТОФ — 50-й МТАП в 50-й ОРАП. Исключением стали только ВВС СФ, где 28-я ОРАЭ и 118-й МБРАП были переформированы в один 118-й РАП смешанного состава. Перегонкой и лидированием американской техники занимались экипажи 2-го перегоночного авиационного полка ВМФ (командир полковник Карнаухов П. С.) по трассе Алсиб (этот полк не входил в состав перегоночной дивизии и работал исключительно в интересах морской авиации). Полк базировался в Казахстане в п. Тайнчи.
С 1943 г. и до конца войны структура ВВС флотов практически не претерпела изменений. Она включала в себя дивизии минно-торпедной, пикировочной, штурмовой и истребительной авиации, смешанные авиационные дивизии, отдельные полки истребительной и разведывательной авиации, отдельные эскадрильи боевой и вспомогательной авиации, а также отдельные авиационные отряды и звенья специальной авиации.

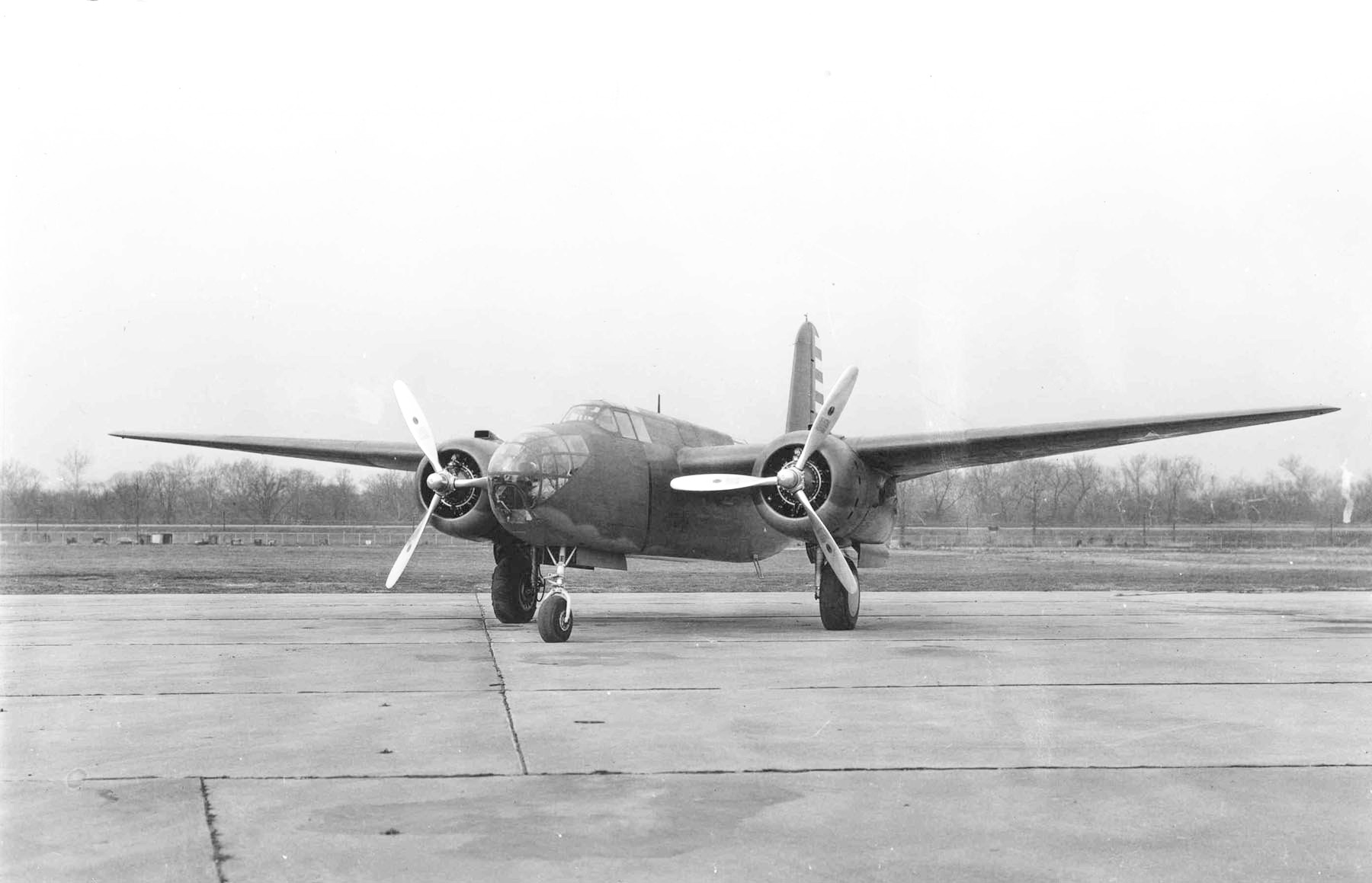
Американский штурмовик А-20, в советских ВВС ВМФ применялся в качестве торпедоносца и самолёта огневой поддержки (подавления корабельной ПВО).

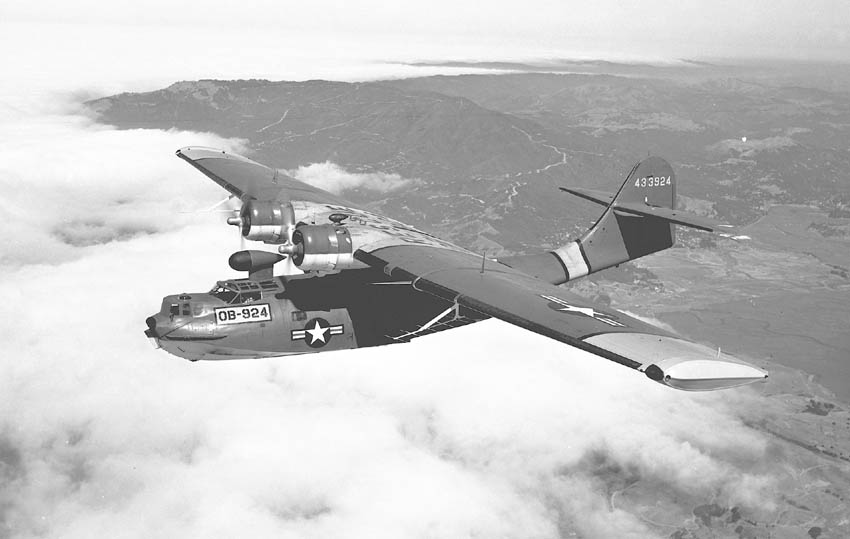
Американская летающая лодка — амфибия «Каталина», также выпускавшаяся по лицензии в СССР под названием «ГСТ».

В 1944—1945 гг. боевой состав ВВС ВМФ пополнился ещё четырьмя авиационными соединениями. На Чёрном море была сформирована 13-я ПАД, на Севере — 14-я САД, и на ТОФ — 15-я и 16-я САД.
Основными типами летательных аппаратов, состоящих на вооружении ВВС ВМФ в годы войны, были:
— торпедоносцы ДБ-3Т, Ил-4Т, «Хендли Пейдж HP-52 Хемпден», А-20 «Бостон»;
— бомбардировщики ДБ-3Б, Ил-4, СБ, Ар-2, Пе-2, Ту-2, А-20 «Бостон»;
— истребители И-15бис, И-153, И-16, Як-1, Як-7, Як-9, ЛаГГ-3, Ла-5, Ла-7, Пе-3бис, Р-39 «Аэрокобра», Р-47 «Тандерболт», Р-63 «Кингкобра», «Харрикейн», «Спитфайр», Р-40Е «Томахок», Р-40К «Киттихаук»;
— разведчики ГСТ, PBN-1 «Номад», PBY-6 «Каталина», МБР-2, КОР-1, КОР-2, Че-2, МТБ-2, Р-5, Р-10, Пе-2Р; Як-9Р, Ту-2Р, «Спитфайр» PR, А-20 «Бостон», Воут OS2U «Кингфишер»;
— транспортные самолёты Р-5, У-2, ТБ-1, ТБ-3, Ли-2, С-47, «Ланкастер»;
— специального назначения МБР-2ВУ, С-2;
— штурмовики УТ-16, И-5, Бе-2, Р-10, И-153, И-16, Ил-2, Ил-10;
— учебные У-2, УТ-1, УТ-2, ДИТ, УТИ-4, УИл-2, Ла-5УТИ, УПе-2, УСБ.
В ходе войны командование ВВС ВМФ неоднократно предпринимало меры по наращиванию авиационных группировок флотов, исходя из складывающейся оперативной обстановки на ТВД. Так, в июле 1942 г. ВВС СФ были усилены Особой морской авиационной группой (ОМАГ), состоящей из трёх авиационных истребительных полков (95-й, 13-й и 121-й ИАП) на тяжёлых истребителях типа Пе-3 и Пе-3бис. Данное формирование обеспечивало выполнение задачи государственной важности — проводка арктических конвоев союзников в северные порты СССР. В 1943 г. в состав ВВС ЧФ был переброшен с Севера 29-й БАП, а на Балтику — 35-й ШАП. В июне 1944 г. ВВС БФ получили с Чёрного моря 11-ю ШАД. С окончанием боевых действий в Европе, ряд частей ВВС западных флотов был переброшен на Дальний Восток для участия в войне с Японией (в том числе 27-й ИАП, 36-й МТАП ВВС СФ, 43-й ИАП ВВС ЧФ).
Морская авиация внесла значительный вклад в боевую деятельность флотов, в разгром фашистской Германии и милитаристской Японии в Великой Отечественной войне 1941—1945 гг.
Воздушная разведка велась с первых дней войны. С возрастанием противодействия истребителей противника самолёты-разведчики стали действовать под прикрытием истребителей. Начиная с 1942 года воздушная разведка выполнялась истребителями с большим тактическим радиусом.
Бомбардировочная авиация в начале войны действовала одиночными и малыми группами самолётов, нанося удары по избранным целям с индивидуальным прицеливанием. С получением более совершенной авиационной техники и количественным ростом бомбардировочной авиации её экипажи перешли к групповым ударам подразделениями и частями. Пикирование выполнялось парами, звеньями и эскадрильями. Основным способом боевых действий были одновременные удары. Это упрощало организацию совместных ударов, сокращало время на сбор бомбардировщиков после атаки, облегчало организацию истребительного обеспечения.
Минно-торпедная авиация заставила противника дневные перевозки осуществлять конвоями, имеющими сильные зенитные средства. Это потребовало подавления ПВО и нанесения сосредоточенных ударов по предварительно обнаруженным воздушной разведкой конвоям. Был разработан и применён новый способ бомбометания по морским целям с бреющего полета топмачтовый. Наибольшая эффективность достигалась при нанесении ударов с нескольких направлений.
Авиация Северного и Черноморского флотов наносила удары смешанными группами, состоящими из торпедоносцев и штурмовиков. На Балтике основным способом действий минно-торпедной авиации были крейсерские полеты одиночных торпедоносцев, которые вели самостоятельный поиск транспортов противника и нанесения по ним торпедных ударов.
Штурмовая авиация в первые месяцы войны наносила одиночные удары малыми группами, а затем по мере накопления боевого опыта и увеличения количественного состава, перешла к эшелонированным действиям одновременно несколькими группами. Штурмовики стали наносить массированные бомбово-штурмовые удары и её вылеты обеспечивались воздушной разведкой и истребительным сопровождением. Это снижало потери и повышало результативность ударов штурмовиков.
В первый период войны истребительная авиация была укомплектована устаревающими типами истребителей и поэтому при выполнении боевых задач в их тактические группы включались разнотипные самолёты. С появлением новых скоростных истребителей в характере воздушного боя произошли изменения. Располагая преимуществом в высоте, скорости и маневренности, истребители могли атаковать самолёты противника с задней полусферы и открывать огонь с малых дистанций.
Обеспечение боевых действий торпедоносцев и штурмовиков при нанесении ими ударов с малых высот потребовало от летчиков-истребителей высокой техники пилотирования на малых и предельно малых высотах, точности ведения прицельного огня и обязательного эшелонирования боевых порядков.
На всех флотах на заключительном этапе Великой Отечественной войны применялись комбинированные удары по крупным военно-морским базам противника, группировкам кораблей и конвоям в море. В этих ударах участвовала минно-торпедная, бомбардировочная, штурмовая и разведывательная авиация, надежно прикрываемая истребителями. Особенно массированными действиями были удары по военно-морским базам Котка, Констанца, Любава, Пиллау.
По характеру решаемых задач авиация ВМФ являлась главной силой в боевых действиях на море. На долю авиации приходится 57 % транспортных и более 66 % боевых и вспомогательных кораблей неприятеля уничтоженных от действий флота в целом.
За время Великой Отечественной войны морские летчики совершили более 350 тыс. самолёто-вылетов, сбросили свыше 40 тыс. бомб и 1370 торпед, поставили 2425 мин, потопили 792 и повредили около 700 кораблей и транспортов противника с десятками тысяч вражеских солдат и офицеров (по другим данным, потоплено 839 и повреждено 681 кораблей и судов; есть и иные данные — потоплено 407 и повреждено 467 кораблей и судов), а также сотни тонн всевозможных грузов. Ударами с воздуха уничтожены и повреждены сотни орудий, танков, автомашин и другой боевой техники врага, поражено много живой силы. Сбито в воздушных боях 4 495 и сожжено на земле 1 014 самолётов противника.
Состав ВВС ВМФ в 1941—1942 гг.
Управление ВВС ВМФ — Москва.
Части центрального подчинения: КУНС (две-четыре УАЭ), ВМАУ имени Сталина (девять УАЭ), ВМАУ имени Леваневского (четыре УАЭ), 1-я АБ школ первоначального обучения, 1-й ЗАП, 2-й ЗАП, 3-й ЗАП, 13-й АП, 64-й ОАП СпН, ЛИС ВВС ВМФ (в Астрахани);
ВВС Балтийского флота (604 самолёта);
ВВС Черноморского флота (651 самолёт);
ВВС Северного флота (116 самолётов);
ВВС Тихоокеанского флота (889 самолётов);
ВВС Северо-Тихоокеанской флотилии (178 самолётов);
Авиация Амурской военной флотилии (107 самолётов);
Авиация Азовской военной флотилии;
Авиация Волжской военной флотилии;
Авиация Каспийской военной флотилии (15 самолётов);
Авиация Ладожской военной флотилии;
Авиация Онежской военной флотилии;
Авиация Пинской военной флотилии (20 самолётов);
2-я АГГУСМП (с августа 1942 г. —3-я АГВМФ: 17 самолётов).
Состав ВВС ВМФ в 1943—1945 гг.
Главное управление ВВС ВМФ — Москва.
Части центрального подчинения: ВОК (две-четыре УАЭ), ВМАУ имени Сталина (шесть-девять УАЭ), ВМАУ имени Леваневского (четыре-шесть УАЭ),
3-е ВМАУ (1-й маршевый ШАП, 1-й, 2-й, 3-й, 4-й УШАП), 4-е ВМАУ (1-й, 2-й УМТАП), Авиадивизия школ первоначального обучения, 1-й ЗАП, 2-й ЗАП, 3-й ЗАП, ОАГ перегонки самолётов (1-й АППС,2-й АППС) с 1944 г., 19-я МТАД (бывш. ОАГПС) — с 1945 г., 65-й ОАП СпН, ЛИС ВВС ВМФ (г. Баку); ВВС БФ, ВВС ЧФ, ВВС ТОФ, ВВС СФ, ВВС СТОФ, ВВС БелВФ, Авиация АмВФ, Авиация Волжской ВФ, Авиация ДнВФ, Авиация ДунВФ, Авиация КаВФ, Авиация ЛадВФ, Авиация ОнВФ.
В Великую Отечественную войну Авиация ВМФ оказалась самой результативной из сил флота — официально подтверждено уничтожение авиацией 407 кораблей противника, что составляет 66 % потерь, при общем количестве потерь — 614 единиц (однако имеется информация, что официальные данные по результативности работы минно-торпедной авиации, в силу ряда причин, сильно завышены).
В августе 1945 года СССР начал боевые действия против Японии, в которых приняли участие ВВС ТОФ, ВВС СТОФ и Авиация АмВФ. К началу боевых действий штатная численность дальневосточной группировки морской авиации по личному составу и технике, даже без учёта прибывших «на усиление» частей с западных регионов страны, превышала суммарную численность ВВС БФ, ВВС ЧФ и ВВС СФ, вместе взятых. Боестолковения на дальневосточном театре военных действий носили скоротечный, но ожесточённый характер и продлились с 9 по 26 августа 1945 года, при этом потери, по сравнению со статистикой боевых потерь на Западных фронтах, были в несколько раз меньше. Ряд частей ВВС ТОФ получил гвардейские звания и почётные наименования.
С окончанием Второй мировой войны, началось общее сокращение Вооружённых Сил СССР. В Морской авиации уже после окончания боевых действий была полностью ликвидирована штурмовая авиация, однако были сформированы ещё три авиационные дивизии: 17-я САД и 18-я САД ВВС ТОФ, а также 19-я МТАД ГК ВМФ.

### Советские годы после Второй мировой войны
Полученный в ходе войны боевой опыт лег в основу разработки планов и направлений дальнейшего развития морской авиации, совершенствования принципов и способов её применения в войне на море.
Во второй половине 1945 г. на вооружение частей минно-торпедной авиации ВВС ВМФ начали поступать новые самолёты-торпедоносцы Ту-2Т. Первыми их получили 5-й гв. МТАП ВВС ЧФ и 64-й ДБАП ВВС ТОФ (последний на них успел повоевать). В последующие два года на эти самолёты были перевооружены полки 8-й и 19-й МТАД ВВС БФ и 567-й гв. МТАП ВВС ТОФ.
16 февраля 1946 г. указом Президиума Верховного Совета СССР был упразднён НК ВМФ. Военно-Морской Флот, подчинённый Министру Вооружённых Сил, стал именоваться Военно-Морскими Силами (ВМС). В соответствии с этим приказом ГК ВМС № 0100 от 26.03.1946 г. Военно-Воздушные Силы ВМФ были переименованы в Авиацию Военно-Морских Сил, а Главное управление ВВС ВМФ было преобразовано в «органы управления командующего Авиацией ВМС». В их состав входили: командование, секретариат, штаб, управление ПВО, управление ИАС, управление снабжения ВВС ВМФ, аэродромное управление и несколько отделов (инспекторский, ВМАУЗ, кадров, финансовый и общий). Этим же приказом был осуществлён переход на штаты мирного времени. В этом же году подлежали списанию летающие лодки МБР-2 и, как следствие этого, расформировывались лётные части, вооружённые самолётами данного типа. Так только в ВВС ТОФ к 1947 г. были расформированы 117-й ОМДРАП, 31-я, 47-я, 57-я, 63-я ОМБРАЭ и 5-е БРАЗ
По состоянию на 1 июля 1946 г., в Морской авиации насчитывалось 5252 самолёта, в том числе: импортных всех типов — 1059, отечественных истребителей — 1159, бомбардировщиков и торпедоносцев — 727, штурмовиков — 482, отечественных лодочных самолётов — 330. Ещё 1455 самолётов находилось в учебных заведениях и частях Авиации ВМС.
С 15 декабря 1947 г., в соответствии с циркуляром НГШ ВМС № 0036 от 07.10.1947 г., Авиация ВМС перешла на типовую организацию ВВС Советской Армии. Ряд частей ВВС ВМС был переименован, получив номера расформированных к этому времени штурмовых и истребительных полков ВВС СА. Так, 29-й и 40-й АППБ ВВС ЧФ стали 565-м и 569-м ДБАП, 17-й гв., 55-й АППБ и 64-й ДБАП ВВС ТОФ — соответственно, 567-м гв., 568-м и 570-м МТАП, а 95-й АП ВВС СФ — 574-м МТАП. Две дивизии пикирующих бомбардировщиков (13-я АДПБ ВВС ЧФ и 10-я АДПБ ВВС ТОФ) также были переформированы в 88-й ДБАД (МТАД) и 89-й МТАД. Полностью ликвидировалась морская штурмовая авиация, её части переформировывались или ликвидировались. На две части был разделён Балтийский и Тихоокеанский флоты, став 4-й и 8-й ВМФ на Балтике и 5-й и 7-й ВМФ на Тихом океане. В составе каждого из этих оперативно-стратегических объединения имелась собственная авиация.
В первое послевоенное пятилетие процесс сокращения Морской авиации проходил неуклонно: из 19 авиационных дивизий осталось 16, была ликвидирована авиация всех военных флотилий, морских оборонительных районов и баз. К началу 1950-х гг., несмотря на внушительный количественный состав, Морская авиация имела морально и физически устаревший самолётный парк.
С 1951 г. истребительная авиация ВМФ начала переучивание на реактивные самолёты МиГ-15, а с 1953 г. — на МиГ-17. В начале того же года ряд полков МА ВМС снова сменил номера, на этот раз — на четырёхзначные.
Следующий этап реформ начался с 21 апреля 1951 г., когда Министр обороны СССР своим приказом № 0188 установил сроки перевооружения частей минно-торпедной авиации на реактивные торпедоносцы Ту-14т и Ил-28т. Первым полком, переучившимся на Ил-28, в августе 1951 г. стал 1531-й гв. МТАП ВВС 8-го ВМФ, а в октябре к переучиванию приступил 1676-й МТАП ВВС ЧФ. В конце 1951 г. начал переучивание 567-й гв. МТАП ВВС 5-го ВМФ. В апреле и мае 1952 г. на Ту-14Т переучился 9-й гв. МТАП и вновь сформированный 1941-й МТАП ВВС СФ. Всего ко второй половине 1952 г. на Ил-28т и Ту-14т было перевооружено восемь минно-торпедных полков. В отличие от Дальней авиации, которая в те годы массово перевооружалась и эксплуатировала бомбардировщик Ту-4, моряки на эту машину целенаправленно не перевооружались. Самолёты этого типа ограниченно и весьма недолго эксплуатировались в 124-м МТАП ВВС ЧФ, 240-м гв. ТАП ВВС БФ и отдельном отряде управления 143-й МТАД ВВС ТОФ.
В части разведывательной авиации ВМФ стали поступать разведчики на базе Ил-28 с марта 1952 года (1733-й ОРАП ВВС СФ, АЭ 15-го ОДРАП ВВС 8-го ВМФ и АЭ 50-го гв. ОДРАП ВВС 5-го ВМФ). Также в ВМФ был передан ряд частей и соединений истребительной авиации ВВС СА: на Балтике были приняты 60-я, 108-я и 237-я гв. ИАД, на Севере — 107-я и 122-я ИАД, на Чёрном море — 181-я ИАД, на Тихом океане — 147-я и 249-я ИАД. Кроме того, ряд частей и соединений бомбардировочной авиации ВВС СА также был передан в Морскую Авиацию: на Балтике в состав ВВС флота была передана 4-я гв. БАД и 57-я ТБАД, на Чёрном море — 819-й гв. БАП, на Тихом океане — 169 гв. ТБАП и 194-я БАД. На вооружение стали поступать вертолёты, сформированы отдельные эскадрильи базовых (на Ми-4) и корабельных вертолётов (на Ка-15): 255-я, 507-я и 509-я ОАЭВ на Балтике, 1222-я и 272-я ОАЭ на Чёрном море, 504-я ОАЭ на Севере.
В 1953 году объединены 5-й и 7-й ВМФ в единый Тихоокеанский флот, а в 1956 году в единый Балтийский флот объединили 4-й и 8-й ВМФ. Соответственно были преобразованы ВВС этих флотов. На 1 января 1954 г. в составе ВВС ВМС СССР имелось 10 минно-торпедных, 20 истребительных и 10 разведывательных авиаполков, а также 29 отдельных эскадрилий и отрядов.
В середине 50-х годов начинается поэтапное перевооружение МТАП на самолёты типа Ту-16. Этот самолёт стал эпохальным не только для Морской авиации, но и для всей военной авиации СССР. В это время организационно ВВС ВМФ СССР была приведена к единой структуре и состояла из:
- ВВС Балтийского флота;
- ВВС Северного флота;
- ВВС Черноморского флота;
- ВВС Тихоокеанского флота;
- Части центрального подчинения.

В приблизительно таком виде Морская авиация СССР/РФ сохранялась на протяжении следующих более сорока лет, вплоть до конца 90-х годов 20-го века.

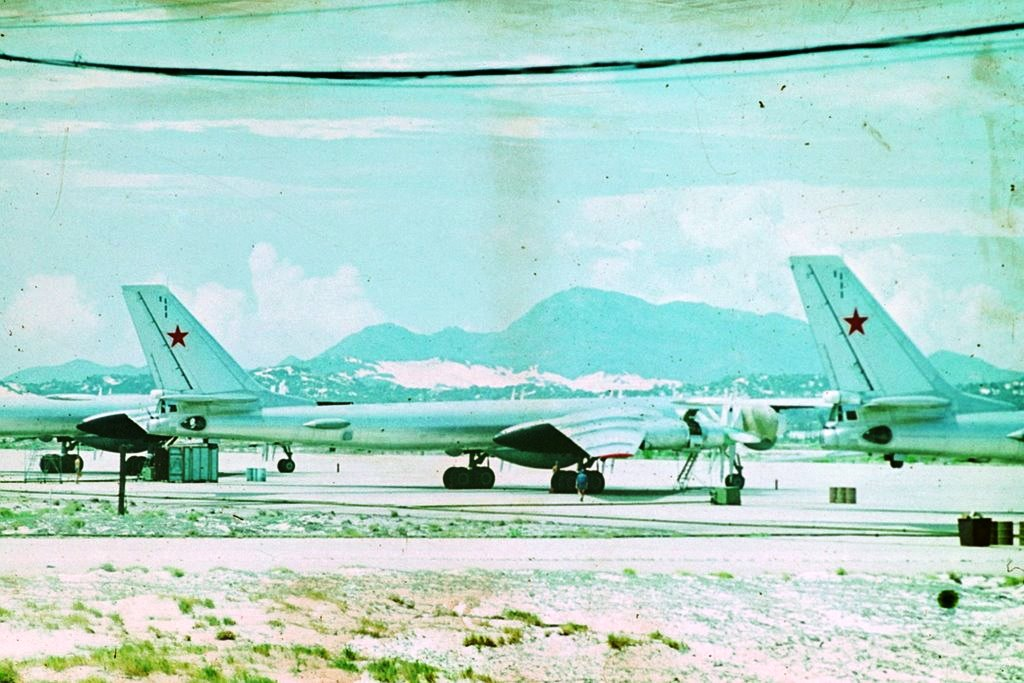
Стоянка самолётов Ту-95РЦ на авиабазе Камрань, Вьетнам. Съёмка приблизительно в середине 80-х годов.

В это же время в авиации ВМФ начинаются исследовательские работы по поиску и слежению за подводными лодками. Только что созданная радиогидроакустическая система «Баку» (1953 год) устанавливается на вертолёты, самолёты Бе-6 и затем и на Ту-16ПЛ (ПЛО). Последние показали низкую эффективность выполнения противолодочной задачи и две экспериментальные эскадрильи на СФ и ТОФ вскоре были перепрофилированы.

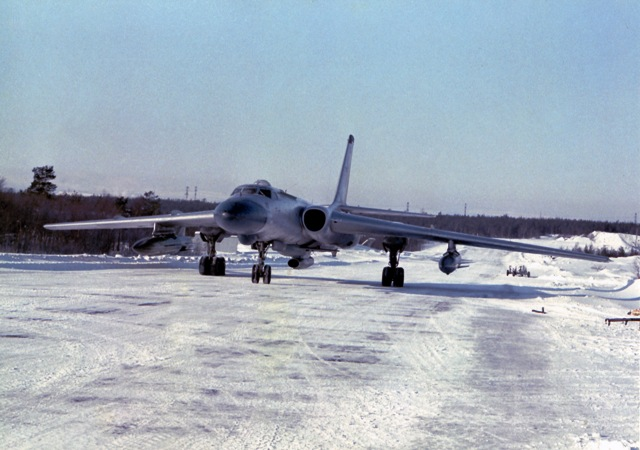
Ту-16К-10-26 ВВС Северного флота с полной ракетной подвеской — две КСР-5 и К-10С. Съёмка ориентировочно в 1990—1991 г.

Весной 1958 г. отдельные эскадрильи базовых и корабельных вертолётов Ми-4 м и Ка-15 на всех флотах были переформированы в вертолётные полки. Так, на Чёрном море появляются 853-й и 872-й ОАПВ, на Севере — 830-й ОАПВ, на Балтике — 413-й и 437-й ОАПВ, на ТОФ — 710-й и 720-й ОАПВ. На их укомплектование обращался лётный и технический состав расформировываемых в этом году истребительных частей. В это же время происходит плановая передача некоторых полков истребительной авиации ВМФ в подчинение ПВО, зачастую без изменения мест дислокации (для командования ПВО лётчики, да ещё и в тельняшках, долгое время оставались «головной болью»).
К концу 50-х годов в минно-торпедные полки авиаполки начинают поступать самолёты-ракетоносцы и крылатые ракеты. С принятием на вооружение самолётов Ту-16К-10 вышел приказ МО СССР № 0028 от 20.03.1961 г. и следом — приказ ГК ВМФ № 048 от 13.04.1961 г., на основании которых родилась морская ракетоносная авиация (МРА), а все минно-торпедные полки и дивизии отныне именовались «ракетоносными». Однако годом ранее прошло значительное сокращение в/частей ВМФ по инициативе Н. С. Хрущёва, в частности, полностью были ликвидирована в составе ВМФ истребительная авиация, и значительно сокращена минно-торпедная.
Ту-16К-10 и его дальнейшие модификации стояли на вооружении только в Авиации ВМФ. Первыми на новую ракетную систему перевооружились 170-й гв. МТАП ДД ВВС БФ, 924-й гв. и 987-й МТАП АД ВВС СФ. За ними последовали 240-й гв. МТАП ДД ВВС БФ, 5-й гв. и 124-й МТАП ДД ВВС ЧФ, 169-й гв. и 570-й МТАП ДД ВВС ТОФ, получившие это оружие в 1960—1961 гг.
После 1961 года и по середину 80-х структурный состав Морской авиации оставался практически неизменным (с некоторыми исключениями). В приближённом варианте — на каждом из флотов имелась одна морская ракетоносная авиационная дивизия (на ТОФ — две), по одному разведывательному полку, по 1-2 вертолётным полкам (эскадрильям), противолодочному и транспортному полку. Имелись также отдельные различные эскадрильи специального предназначения.
В 1962 г. в разведывательную авиацию ВМФ поступил сверхзвуковой разведчик Ту-22Р, сначала в 15-й ОДРАП ВВС БФ, а затем — в 30-й ОДРАП ВВС ЧФ. В 1963 г. на аэродроме Североморск-1 (СФ) был сформирован 392-й ОДРАП, вооружённый новейшими в то время стратегическими самолётами — разведчиками Ту-95РЦ. В 1965 г. этот полк перебазировался к месту постоянной дислокации на аэродром Кипелово (Вологодская обл.) В этом же году на Ту-95РЦ был перевооружён 867-й гв. ОДРАП ВВС ТОФ на аэродроме Хороль.
Вместо летающих лодок Бе-6 в Морскую авиацию поступил на замену самолёт-амфибия Бе-12. На него были перевооружены следующие части: в 1965 г. — 318-й ОПЛАП ДД (Донузлав), в 1967 г. — 122-я ОПЛАЭ ДД (Елизово), в 1968 г. — 403-й ОПЛАП ДД (Североморск-2), в 1969 г. — 289-й ОПЛАП ДД (Николаевка), в 1970 г. — 17-я ОПЛАЭ ДД (Коса). С 1965 г. для Морской авиации серийно выпускается корабельный вертолёт Ка-25ПЛ. В строевые части вертолёт начал поступать в этом же году — в 872-й ОВП авиации ЧФ и 710-й ОВП авиации ТОФ. В авиацию СФ и БФ вертолёты Ка-25ПЛ поступили: в 830-й ОВП и 745-й ОВП — в 1967 г. и 1969 г. соответственно.
В 1967 г. на аэродроме Кипелово (СФ) был сформирован 24-й ОПЛАП ДД, вооружённый противолодочными самолётами Ил-38. За ним в 1969 г. на аэродроме Николаевка (ТОФ) был сформирован 77-й ОПЛАП ДД, а в 1975 г. эти самолёты получила 145-я ОПААЭ ДД Авиации БФ, базирующаяся на аэродроме Скультэ (Рига).
В 1969 году на вооружение принимается авиационный комплекс дальнего действия — самолёт Ту-142. Хотя противолодочное оборудование и вооружение Ту-142 было практически аналогично Ил-38, однако его тактический радиус составлял до 4000 км, против 2300 км у последнего. Самолёты данного типа поступили на вооружение вновь сформированного 76-го ОПЛАП ДД ВВС СФ в Кипелово. В 1976 году на аэродроме Хороль был сформирован 310-й ОПЛАП ДД, который через год убыл на постоянное место дислокации аэродром — Каменный Ручей.
В начале 70-х произвелось перевооружение вертолётных частей ВМФ на новые вертолёты типа Ка-27. Вертолёты, помимо работы с базовых аэродромов, регулярно несли службу на кораблях одиночного и группового базирования, выполнялись походы в удалённые районы мирового океана (745-й ОВП ВВС БФ, 78-й и 872-й ОКПЛВП ВВС ЧФ, 38-й и 830-й ОКПЛВП, 279-й ОКШАП ВВС СФ, 207-й, 710-й ОКПЛВП, 175-й ОКПЛВЭ, 311-й ОКШАП ВВС ТОФ).

Ракетный корабль-экраноплан проекта 903 «Лунь» во время испытаний на Каспии.

Также в эти годы Морская авиация СССР освоила большое количество зарубежных аэродромов — Египет и Сирия на Средиземноморье, Эфиопия, Сомали и Йемен в Индийском океане, Куба, Гвинея и Ангола в Атлантике, Вьетнам в Тихом океане. На аэродромах — Каир, Асуан, Мерса-Матрух, Асмара, Харгейса, Аден, Эль-Анад, Дахлак, Гавана, Конакри, Луанда, Камрань, Дананг базировались авиационные подразделения и части обеспечения от ВВС флотов. Зоны ответственности были также поделены между флотами: в Средиземном море работали экипажи 318-го ОПЛАП и 30-го ОДРАП ВВС ЧФ, 967-го ОДРАП и 912-го ОТАП ВВС СФ. В Атлантику на боевую службу летали экипажи 392-го ОДРАП ВВС СФ, в Индийский океан — экипажи 145-й ОПЛАЭ ВВС БФ, 77-го ОПЛАП, 710-го ОКПЛВП и 304-го гв. ОДРАП ВВС ТОФ. Во Вьетнаме до 1982 г. на аэродроме Дананг базировался смешанный отряд самолётов Ту-95РЦ и Ту-142, от 304-го гв. ОДРАП и 310-го ОПЛАП ВВС ТОФ. С 1982 г., по соглашению с правительством Вьетнама, на аэродроме Камрань был развёрнут на постоянной основе 169-й гвардейский смешанный авиационный полк (бывш. 169-й гв. МРАП), в котором, кроме эскадрильи самолётов Ту-142 и Ту-95РЦ, имелась эскадрилья ракетоносцев Ту-16К-10 и самолётов РЭБ Ту-16СПС. С 1984 г. к ним добавилась эскадрилья истребителей МиГ-23МЛД, сформированная из личного состава и авиационной техники 1-й ВА ВВС. Это была единственная в СССР полноценная зарубежная авиабаза со всей структурой обеспечения. База проработала десять лет, то есть до распада СССР, и была переформирована в 128-ю авиационную комендатуру. С 2000 года комендатура ликвидирована.
В 1974 г. на вооружение МРА поступил сверхзвуковой самолёт-ракетоносец Ту-22М2 с изменяемой геометрией крыла, способный нести крылатые ракеты Х-22М. Первыми полками, переучившимися на новый тип самолёта, стали 943-й МРАП ВВС ЧФ и 240-й гв. МРАП ВВС БФ. Тихоокеанцы получили новый самолёт гораздо позже: в 1980 г. — 568-йМРАП,в 1982 г.— 570-й МРАП, и только в 1991 г. — 183-й МРАП. Интересно, что этот самолёт был принят на вооружение моряками даже несколько раньше, чем в Дальней авиации. Впоследствии Ту-22М2 поэтапно заменялся на его более совершенную модификацию Ту-22М3.

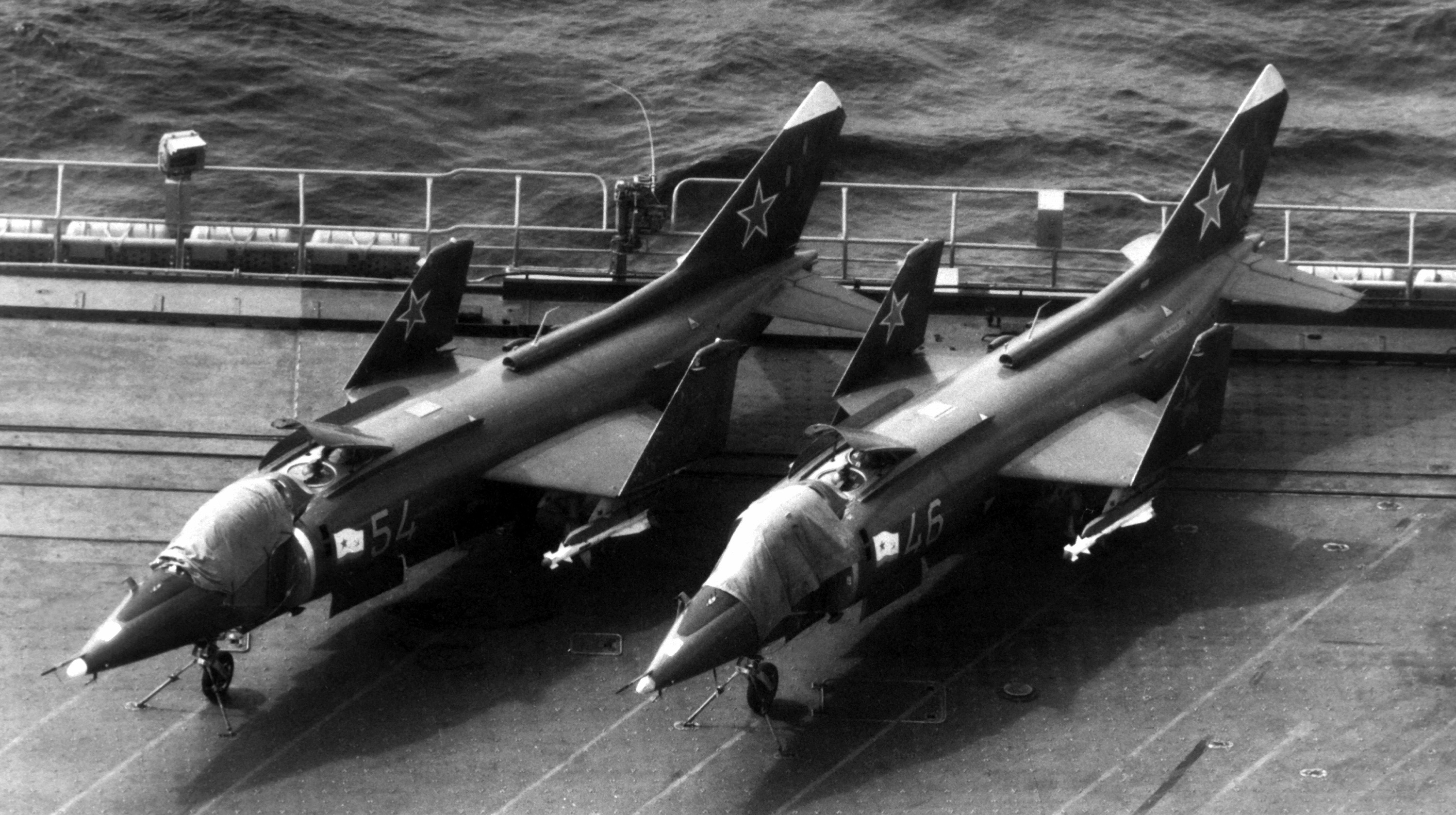
Пара СВВП Як-38 на палубе авианесущего крейсера.

В середине 1970-х в боевой состав ВМФ СССР были введены тяжелые авианесущие крейсера (ТАВКР) пр. 1143, способные, в отличие от ПКР проекта 1123 «Москва» и «Ленинград», нести не только вертолёты, но и самолёты вертикального взлёта и посадки типа Як-38. Тогда же в составе Морской авиации была возрождена штурмовая авиация. Для СФ был построен ТАВКР «Киев». Два других корабля получил ТОФ: ТАВКР «Минск» и «Новороссийск». Для базирования на них, кроме корабельных вертолётных полков, в составе Авиации СФ и ТОФ были сформированы отдельные морские корабельные штурмовые авиационные полки. В декабре 1973 г. на аэродроме Саки было начато формирование 279-го отдельного корабельного штурмового авиационного полка, вооружённого самолётами Як-38, для ВВС СФ. Для обучения лётного состава на новые самолёты, в сентябре 1976 г. в Саках формируется 299-й отдельный корабельный инструкторско-исследовательский штурмовой авиационный полк. В 1978 г. в Саках формируется 311-й отдельный корабельный штурмовой авиационный полк для ВВС ТОФ, и убывает к постоянному месту дислокации на аэродром Пристань.
С 1975 г. в Морской авиации появляются авиационные штурмовые части берегового базирования. 846-й гв. ОПЛАП ВВС БФ был переформирован в 846-й гвардейский отдельный морской штурмовой авиационный полк. В декабре 1982 г. на аэр. Пристань был образован 173-й отдельный морской штурмовой авиационный полк. Оба полка получили на вооружение самолёты Су-17М.
3 ноября 1979 года в состав ВМФ был принят первый в мире малый десантный корабль-экраноплан (МДЭ) проекта 904, шифр «Орлёнок». После продолжительных споров, что такое экраноплан — самолёт или корабль, экранопланы всё же отнесли к авиации, и для их эксплуатации на аэродроме Каспийск была сформирована 11-я отдельная авиагруппа ВМФ (центрального подчинения), затем 236-й дивизион кораблей экранопланов.
В 1980 году Авиация ВМФ (АВМФ) переименована в Военно-Воздушные Силы ВМФ (ВВС ВМФ).
К этому времени в составе Морской авиации были: пять морских ракетоносных дивизий (13 ракетоносных полков на самолётах типа Ту-16, Ту-22М2 и Ту-22М3); два разведывательных полка на Ту-95РЦ, два полка на Ту-22Р, полк и две отдельные эскадрильи на Ту-16Р. В 1983 г. была сформирована первая и единственная в СССР 35-я противолодочная авиационная дивизия ВВС СФ (два полка на самолётах Ту-142). На самолётах Ил-38 летали два полка и одна эскадрилья, и ещё три полка и две эскадрильи были вооружены амфибиями Бе-12. Вертолётами были вооружены шесть полков и три эскадрильи. В составе специальной авиации имелся отдельный полк РЭБ и четыре транспортных полка. Штурмовую авиацию представляли два корабельных штурмовых и два морских штурмовых полка. Кроме того, в непосредственном подчинении командующего ВВС ВМФ был отдельный транспортный полк, а в составе 33-го ЦБП и ПЛС имелись инструкторско-исследовательские части: ракетоносный полк, корабельный штурмовой полк, вертолётный полк и противолодочная эскадрилья. В 1989 г., в рамках Договора о сокращении обычных вооружений в Европе, Морской авиации из ВВС страны был передан ряд частей и соединений бомбардировочной, штурмовой и истребительной авиации — ВВС ЧФ была передана 119-я ИАД (86-й гв. ИАП, 161-й ИАП, 841-й гв. МАПИБ) и 43-й ОМШАП, ВВС БФ — 132-я БАД (4-й гв. БАП, 321-й БАП, 668-й БАП) и 66-й АПИБ, ВВС СФ — 88-й АПИБ. В 1991 году в строй встал тяжёлый авианесущий крейсер пр. 1143.5 «Адмирал Флота Советского Союза Кузнецов». Авиационную составляющую для первого отечественного полноценного авианосца было решено разворачивать на базе 279-го отдельного морского штурмового авиаполка, который планировалось перевооружить на палубные варианты Су-27 и МиГ-29.
В 1990 году в составе Морской авиации имелось 52 полка, 10 отдельных эскадрилий и авиагрупп с 1701 самолётом и 363 вертолётами, из них 372 ракетоносца, 966 истребителей, штурмовиков и разведчиков. Имелась большая сеть базовых аэродромов, оперативных и аэродромов рассредоточения.
Аэродромы Ав. ВМФ на период 70-80-е гг. (постоянного базирования):
- Центрального подчинения: Остафьево, Николаев (Кульбакино), Саки (Новофёдоровка), Каспийск, Кировское
- Черноморский флот: Донузлав, Весёлоё (Каранкут), Октябрьское, Гвардейское (Симферополь), Кача, Мериа, Тирасполь, Лиманское, Маркулешты
- Тихоокеанский флот: Западные Кневичи (Владивосток), Николаевка Приморская, Пристань (Романовка), Хороль, Новонежино, Каменный Ручей (Монгохто), Елизово (Петропавловск-Камчатский), Корсаков, Камрань
- Северный флот: Лахта (Катунино), Оленья (Оленегорск), Кипелово (Федотово), Луостари (Печенега), Североморск-1, Североморск-2, Североморск-3
- Балтийский флот: Быхов, Донское, Храброво, Черняховск, Чкаловск, Коса, Скультэ, Вещево, Сууркюль, Тукумс, Веретье (Остров)

### Период Российской Федерации
После распада СССР Морской авиации пришлось оставлять аэродромы, в одночасье ставшие зарубежными — на Украине, в Белоруссии, Прибалтике, Грузии. А с 1993 года начались масштабные сокращения воинских частей и списание техники. Были сняты с вооружения «самолёты с одной двигательной установкой» — это Су-17, МиГ-27, МиГ-23, и, соответственно, расформировывались вооружённые ими лётные части.
Затем «поставили к забору» самолёты Ту-16 и Ту-95РЦ, составлявших основу морской ракетоносной и разведывательной авиации.
После очередной катастрофы Ту-22М2 был дан запрет на эксплуатацию всего парка, с последующей утилизацией.
Прекращена эксплуатация СВВП Як-38.

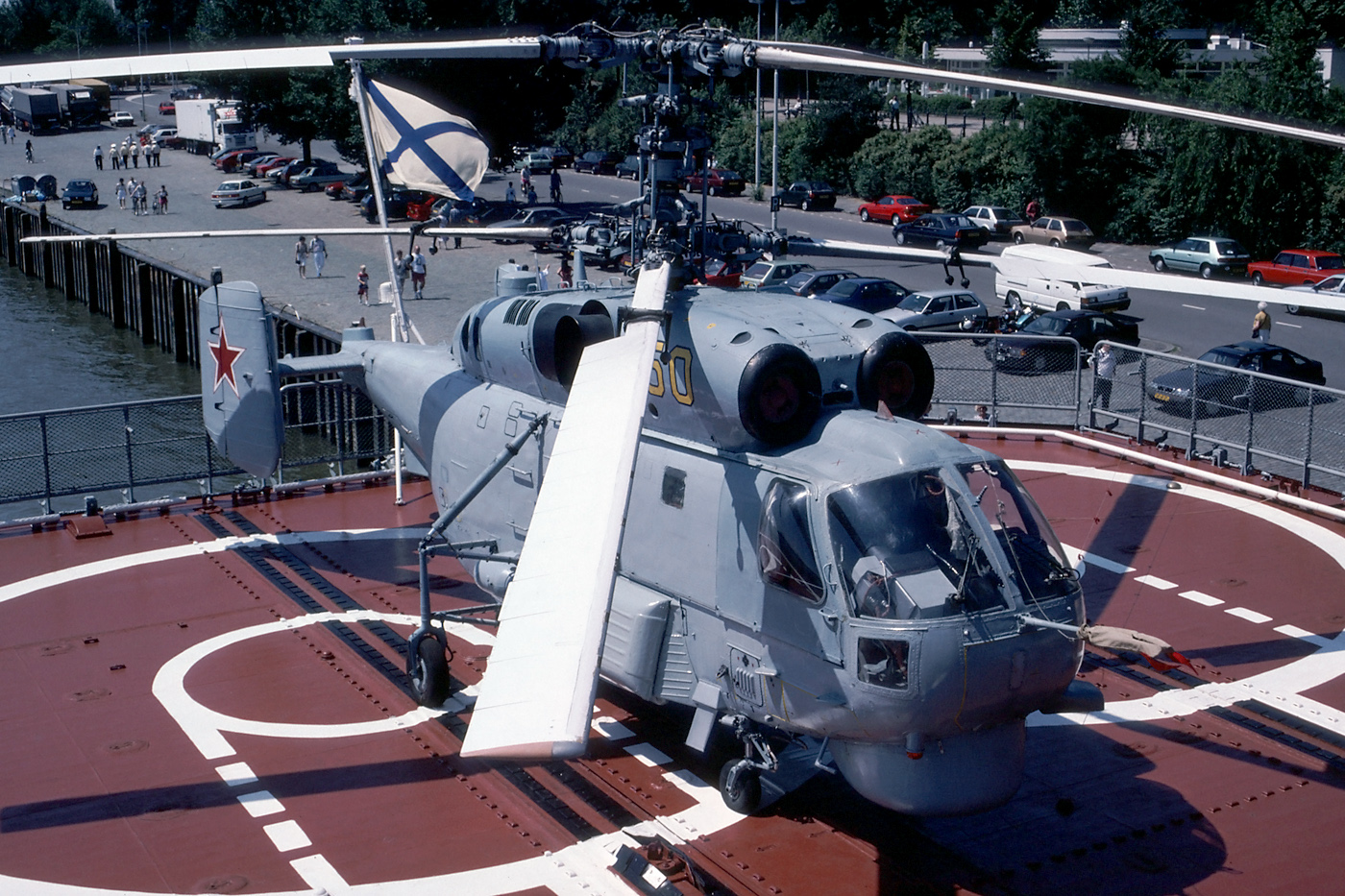
Ка-27 на полётной палубе.

При всём этом, финансирование и материальное обеспечение частей и подразделений МА неуклонно и резко снижалось и в скором времени денежных средств просто не стало хватать на ежемесячное денежное довольствие (и так достаточно скудное в условиях галопирующей инфляции), которое стало выдаваться личному составу с хроническими задержками.
К началу 1995 г. в составе Морской авиации осталось 2 авиадивизии двухполкового состава, 23 отдельных полка, 8 отдельных эскадрилий, группа экранопланов и 2 учебных центра. Ликвидированы все разведывательные эскадрильи. Выведены из состава ВМФ вертолёты Ми-14, наиболее новые Ми-14ПС переданы в авиацию МЧС. После долгих испытаний и доводок вышел на свою первую боевую службу ТАВКР «Адмирал Флота Советского Союза Кузнецов», имея на борту авиагруппу из 13 Су-33, 2 Су-25УТГ и 11 вертолётов.
К середине 1996 г. численный состав Авиации ВМФ составлял 695 летательных аппаратов, из них — 66 ракетоносцев, 116 противолодочных самолётов, 118 истребителей и штурмовиков и 365 вертолётов и самолётов специальной авиации. В 1997 г. в Авиацию Внутренних войск МВД были переданы 13 вертолётов Ка-29ТБ.
В составе МА ВМФ в 1998 году имелась одна ракетоносная дивизия двухполкового состава, 12 отдельных полков и 7 отдельных эскадрилий. На Камчатке 6-я дивизия ПВО и 317-й ОСАП ВВС ТОФ были преобразованы в группировку Авиации и ПВО объединённого командования Войск и сил на Северо-Востоке РФ (Авиация и ПВО ОКВС). В 1999 году на Балтике сформированы ВВС и ПВО БФ, в которые вошли: 396-я ОКПЛВЭ и 398-я ОТАЭ — от ВВС БФ, 4-й гв. ОМШАП на Су-24М — от ВВС РФ; 689-й гв. ИАП на Су-27, 183-я гв. ЗРБР (ЗРК С-200 и С-300), 81-й РТП, 214-й ОП РЭБ — от войск ПВО; 288-й ОВП БиУ на Ми-24, Ми-8 (в 2002 г. полк сокращён до АЭ), 43-я ЗРБР (ЗРК С-300) — от 11-й отдельной общевойсковой армии.
К концу 20-го века из-за хронической нехватки топлива полёты как по планам боевой подготовки, так и на боевую службу практически не выполнялись. При редких полётах старались поддерживать натренированность наиболее опытных экипажей, а молодые пилоты могли ни разу за всю службу не подниматься в воздух. В этот период все негативные явления, коснувшиеся ВВС, так же проявлялись и в Морской авиации.
В 21-м веке из Морской авиации в ДА ВВС переданы все самолёты-ракетоносцы. Авиационные гарнизоны были преобразованы в авиабазы.
С началом военной операции России в Сирии морская авиация РФ эпизодически привлекалась к решению задач в интересах Оперативного соединения ВМФ. Также с ноября 2016 года по 6 января 2017 года в составе соединения выполнял боевые задачи ТАВКР «Адмирал Кузнецов», при этом потеряно два самолёта, лётчики живы.
Подготовка лётчиков ведется специализированной кафедрой Военно-морской академии им. Н. Г. Кузнецова и Центром боевого применения и переучивания лётного состава Морской авиации ВМФ в Ейске.
К 2020 году в состав морской авиации Военно-морского флота России входили порядка 100 вертолетов: Ка-27, Ка-29, Ка-31 и Ка-52К; до 40 вертолетов Ми-24/35М и Ми-8; 43 палубных самолета: Су-33 — 14 единиц, МиГ-29К —23, Су-25УТГ — 6; 44 противополодочных самолета: Ту-142 — 22 единицы; Ил-38 —17; Бе-21; 50 бомбардировщиков Су-24 и разведчиков Су-24МР; свыше 30 истребителей-бомбардировщиков Су-30СМ и Су-27; около 30 перехватчиков МиГ-31; свыше 50 транспортных самолётов, а также 3 ВКП Ил-22 и 2 самолета РТР Ил-20РТ. Эти показатели по потенциалу сравнимы с морской авиацией Индии, КНР и Японии и существенно превосходят возможности других стран, за исключением США, чья морская авиация значительно превосходит российскую.
13 ноября 2024 года Главнокомандующий Военно-морским флотом России адмирал Александр Моисеев вручил начальнику морской авиации ВМФ России генералу Андрею Пахомову знамя морской авиации ВМФ. До этого времени данный род сил флота не имел собственного символа.

## Структура морской авиации России до 2008 года
Северный флот

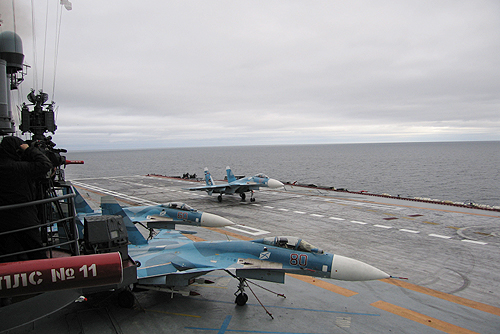
Су-33 на палубе ТАВКР «Адмирал флота Советского Союза Кузнецов».

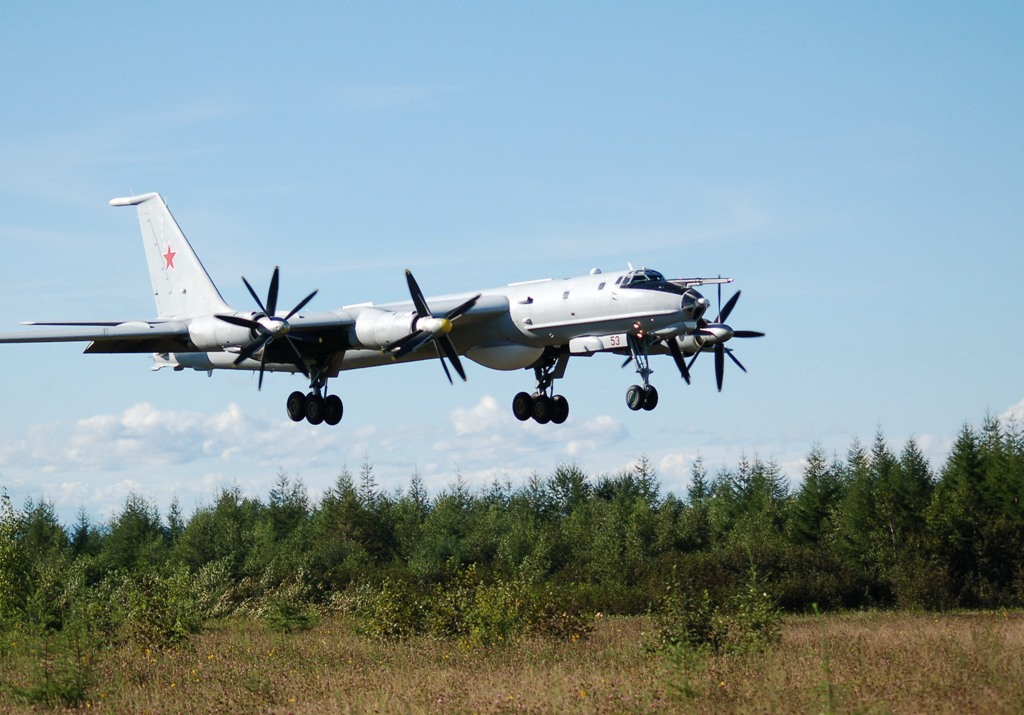
Дальний противолодочный самолёт Ту-142МЗ ВВС ТОФ.

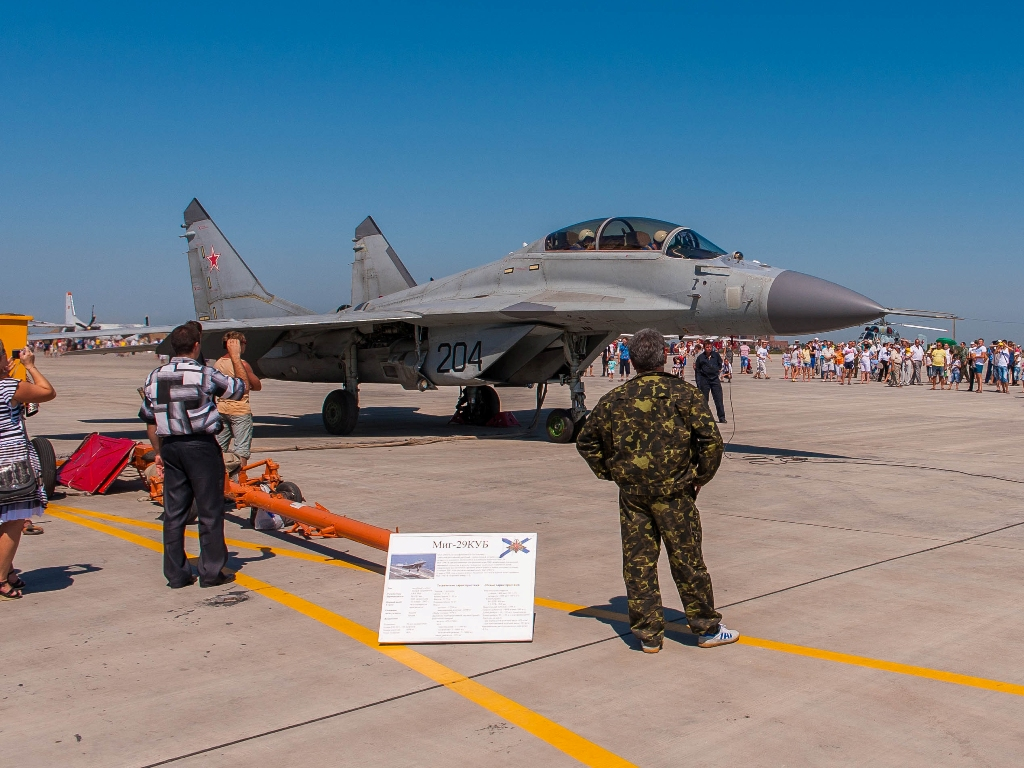
МиГ-29КУБ № 204 синий на авиашоу в Ейске в честь дня Ав. ВМФ.

- 279-й отдельный корабельный истребительный авиационный полк имени дважды Героя Советского Союза Бориса Сафонова[2][3]
- 403-й отдельный смешанный авиационный полк[3]
- 830-й отдельный корабельный противолодочный вертолётный Киркенесский Краснознамённый полк[3][27]
  - 1-я корабельная вертолётная эскадрилья
  - 2-я корабельная вертолётная эскадрилья
  - 3-я транспортно-боевая вертолётная эскадрилья
- 924-й отдельный гвардейский морской ракетоносный авиационный полк[3]
- 73-я отдельная противолодочная авиационная эскадрилья дальнего действия[3][28]

Черноморский флот
- 25-й отдельный корабельный противолодочный вертолётный полк[29]
- 43-й отдельный морской штурмовой авиационный полк[29]
- 917-й отдельный смешанный авиационный полк[29]

Тихоокеанский флот
- 289-й отдельный смешанный противолодочный авиационный полк[30]
- 317-й отдельный смешанный авиационный полк[30]
- 568-й отдельный смешанный авиационный полк[30]
  - 1-я ракетоносная эскадрилья
  - 2-я ракетоносная эскадрилья
  - 3-я противолодочная эскадрилья
  - Поисково-спасательный отряд
- 865-й отдельный истребительный авиационный полк[30]
- 71-я отдельная транспортная авиационная эскадрилья[30]

Балтийский флот
- 4-й отдельный гвардейский морской штурмовой авиационный полк[31]
- 689-й гвардейский истребительный авиационный полк[31]
- 125-я отдельная вертолётная эскадрилья[31]
- 396-я отдельная корабельная противолодочная вертолётная эскадрилья[31]
- 398-я отдельная транспортная авиационная эскадрилья[31]
- 49-я отдельная противолодочная эскадрилья

Части центрального подчинения
- 444-й центр боевого применения и переучивания лётного состава, (Веретье, Остров-5)
- 46-й отдельный транспортный авиационный полк ВМФ, (Остафьево)

## Пункты базирования МА после реформирования в 2008 году (и их дальнейшая судьба)
Северный флот

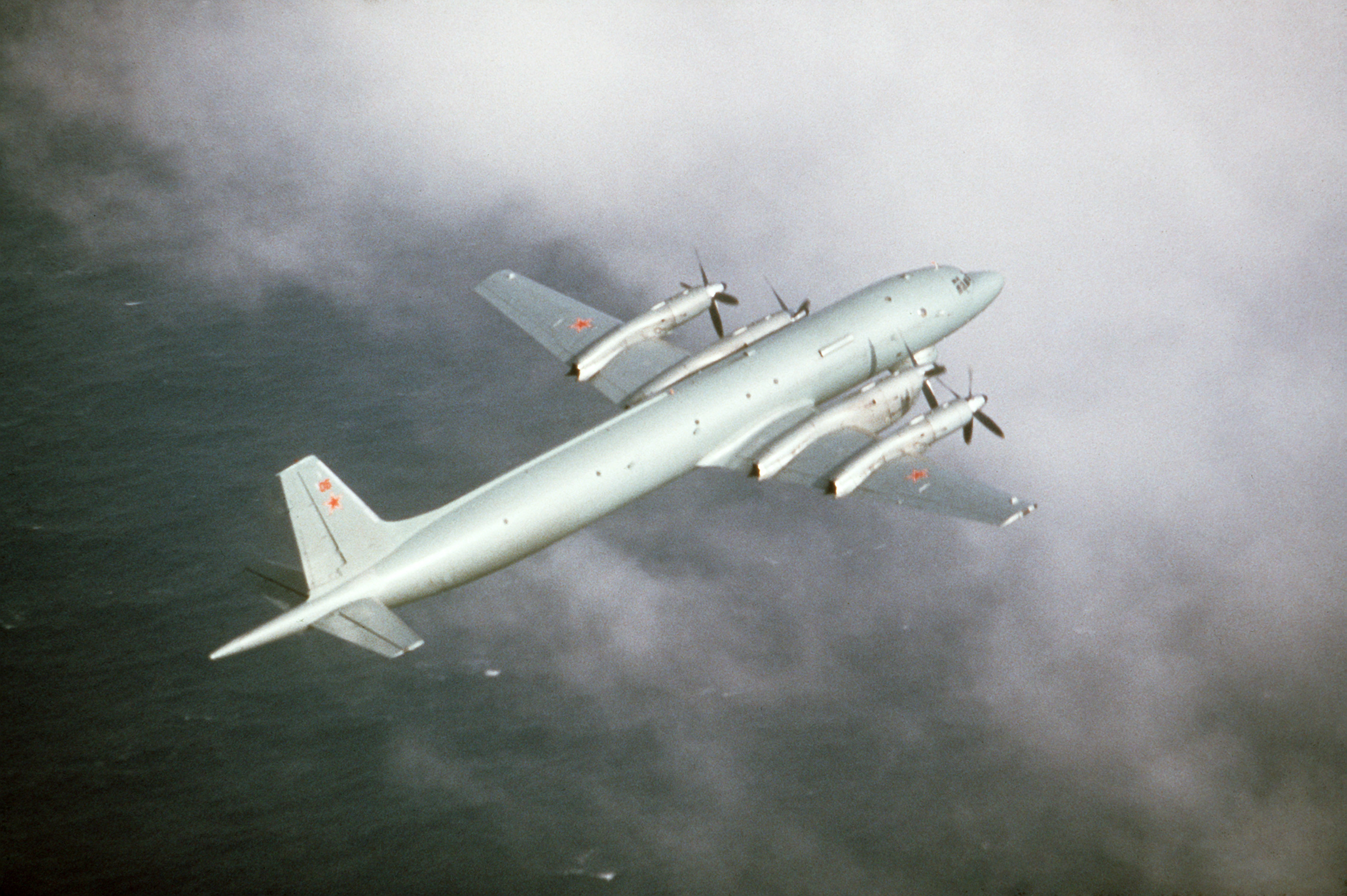
Базовый противолодочный самолёт Ил-38.

Ракетоносец ТОФ Ту-22М3.

- 7051-я АвБ МА СФ — аэр. Оленегорск (в июне 2011 года переподчинён Дальней авиации, в качестве авиагруппы 6950-й АвБ)
- ПлАЭ 7051-й АвБ МА СФ — аэр. — Кипелово (с 2011 года — авиагруппа 7050-я АвБ МА СФ)
- 7050-я АвБ МА СФ — аэр. Североморск-1 (выполняется реконструкция аэродрома с 11.2011 г.)
- аэр. Североморск-3 — 279-й КИАП

Черноморский флот
- 7058-я АвБ МА ЧФ (авиационная Севастопольская Краснознамённая, ордена Кутузова база) — аэр. Гвардейское
- 7057-я АвБ МА ЧФ — аэр. Кача (расформирована в 2014 году).

Балтийский флот
- 7052-я АвБ МА БФ аэр. Черняховск (с 2010 года — авиагруппа 7054-я гв. АвБ МА БФ)
- 7053-я АвБ МА БФ — аэр. Чкаловск (с 2010 года — авиагруппа 7054-я гв. АвБ МА БФ)
- 7054-я гв. АвБ МА БФ аэр. Храброво (с 2011 года аэродром не используется для базирования МА)
- Авиагруппа 7054-я гв. АвБ МА БФ на аэр. Донское (с 2010 года)

Тихоокеанский флот
- 7059-я АвБ МА ТОФ — аэр. Кневичи (расформирована в 2011 г., переподчинена 7062-й АвБ)
- 7060-я АвБ МА ТОФ — аэр. Елизово
- 7061-я гв. АвБ МА ТОФ — аэр. Каменный Ручей (расформирована, сокращена до одной АЭ и переподчинена 7062-й АвБ в 2012 г.)
- 7062-я АвБ МА ТОФ — аэр. Николаевка

Части центрального подчинения
- 7055-я гв. АвБ ЦП — аэр. Остафьево (расформирована, сокращена до авиационной группы и переподчинена 7050-й авиабазе Северного флота)
- 7056-я АвБ ЦП на аэр. Остров (расформирована 1 декабря 2009 г.)
- 859-й Центр боевого применения и переучивания лётного состава морской авиации ВМФ России — аэр. Ейск (859-й УЦ Авиации КЧФ сформирован в 1981 году, аэр. Кача)[32].

## Боевой состав морской авиации России до 2008 года
| Наименование формирований | Основное вооружение и оснащение                          | Дислокация                |               |               |               |
| Северный флот | Северный флот                                            | Северный флот             | Северный флот | Северный флот | Северный флот |
| --- | -------------------------------------------------------- | ------------------------- | ------------- | ------------- | ------------- |
| 279-й отдельный корабельный истребительный авиационный полк имени дважды Героя Советского Союза Бориса Сафонова | Су-33, Су-25УТГ, МиГ-29К, МиГ-29КУБ                      | Североморск-3             |               |               |               |
| 403-й отдельный смешанный авиационный полк | Ан-12, Ан-26, Ил-38, Ту-134                              | Североморск-1             |               |               |               |
| 830-й отдельный корабельный противолодочный вертолётный Киркенесский Краснознамённый полк (расформирован, вошёл в состав 7050-й авиационной базы СФ, в виде двух эскадрилий смешанного тип: ПЛ , ПС, 29, МИ-8Т , МТВ-5) | Ка-27, Ка-29                                             | Североморск-1             |               |               |               |
| 924-й отдельный гвардейский морской ракетоносный авиаполк (полк переподчинён ДА ВВС) | Ту-22М3                                                  | Оленегорск                |               |               |               |
| 73-я отдельная противолодочная авиационная эскадрилья | Ту-142                                                   | Кипелово                  |               |               |               |
| Черноморский флот |                                                          |                           |               |               |               |
| 25-й отдельный корабельный противолодочный вертолётный полк 917-й отдельный смешанный авиационный полк | Ка-27, Ми-14, Ми-8, Ан-2, Ан-12, Ан-26, Бе-12            | 7057 Авиабаза Кача        |               |               |               |
| 43-й отдельный морской штурмовой авиационный полк | Су-24, Су-24МР                                           | 7059 Авиабаза Гвардейское |               |               |               |
| Тихоокеанский флот |                                                          |                           |               |               |               |
| 289-й отдельный смешанный противолодочный авиационный полк | Ил-38, Ка-27, Ка-29, Ми-8                                | Николаевка                |               |               |               |
| 317-й отдельный смешанный авиационный полк | Ил-38, Ми-8, Ан-26                                       | Елизово                   |               |               |               |
| 568-й отдельный смешанный авиационный полк (ТУ-22М3 переданы в ДА ВВС) | Ту-22М3, Ту-142МР, Ту-142М3                              | Каменный Ручей            |               |               |               |
| 865-й отдельный истребительный авиационный полк | МиГ-31                                                   | Елизово                   |               |               |               |
| 71-я отдельная транспортная авиационная эскадрилья | Ан-12, Ан-24, Ан-26, Ан-140-100, Ту-134, Ил-18, Ил18Д-36 | Кневичи                   |               |               |               |
| Балтийский флот |                                                          |                           |               |               |               |
| 4-й отдельный гвардейский морской штурмовой авиационный полк | Су-24                                                    | Черняховск                |               |               |               |
| 689-й гвардейский истребительный авиационный полк | Су-27                                                    | Чкаловск                  |               |               |               |
| 125-я отдельная вертолётная эскадрилья | Ми-8, Ми-24                                              | Чкаловск                  |               |               |               |
| 396-я отдельная корабельная противолодочная вертолётная эскадрилья | Ка-27, Ка-29                                             | Донское                   |               |               |               |
| 398-я отдельная транспортная авиационная эскадрилья | Ан-24, Ан-26                                             | Храброво                  |               |               |               |

## Вооружение и военная техника
В годы 2-й мировой войны значительная часть техники поступала по ленд-лизу, затем, вся без исключения матчасть была только отечественного производства.
Однако, с распадом Советского Союза, возникли существенные трудности с поддержанием авиационного парка в исправном состоянии, и тем более, с производством новых самолётов и вертолётов для ВМФ России, поэтому авиационный парк после 1991 года обновлялся исключительно мелкосерийным производством (разовыми одиночными поставками преимущественно до 1994 года) вертолётов Ка-29, Ка-31, Ка-32 и самолётов Су-33, Су-24, Ту-22М3 и Ту-142. 

В 2012 году из состава МА выведены все ракетоносцы Ту-22М3, морская ракетоносная авиация (МРА) ликвидирована как класс.

### Авиация
| Тип                                | Фото                   | Страна-производитель   | Назначение                                                            | Модификации                | Количество             | Комментарий |
| Истребительная авиация             | Истребительная авиация | Истребительная авиация | Истребительная авиация                                                | Истребительная авиация     | Истребительная авиация | Истребительная авиация |
| ---------------------------------- | ---------------------- | ---------------------- | --------------------------------------------------------------------- | -------------------------- | ---------------------- | --- |
| Су-27                              |                        | СССР · Россия          | Истребитель завоевания господства в воздухе                           | Су-27Су-27УБ               | нет данных             | В составе авиаполка БФ (Калининградский особый район). |
| Су-30                              |                        | Россия                 | Многоцелевой истребитель                                              | Су-30СМ Су-30СМ2           | ~17 8+                 | Заказано 28 самолётов, 50 запланировано. |
| Су-33                              |                        | Россия                 | Палубный истребитель                                                  | Су-33                      | 17                     | Самолёты 279 отдельного корабельного истребительного авиационного полка морской авиации Северного Флота предназначены для комплектования авиагруппы и работы с палубы авианесущего крейсера «Адмирал флота Советского Союза Кузнецов». |
| МиГ-29                             |                        | Россия                 | Палубный многоцелевой истребитель                                     | МиГ-29КМиГ-29КУБ           | 193                    | В составе 100-го отдельного корабельного истребительного полка морской авиации СФ, предназначены для комплектования авиагруппы ТАВКР «Адмирал Кузнецов».                                                                               |
| МиГ-31                             |                        | СССР · Россия          | Истребитель-перехватчик                                               | МиГ-31Б/БСМиГ-31БМ         | 9                      | В составе 865-го истребительного полка (аэродром Елизово, Камчатский край). Часть самолётов оборудованы как носители гиперзвуковых ракет «Кинжал».                                                                                     |
| Ударные и учебно-боевые самолёты   |                        |                        |                                                                       |                            |                        | |
| Су-24                              |                        | СССР · Россия          | Фронтовой бомбардировщик                                              | Су-24МСу-24МР              | 206                    | В составе штурмовых авиаполков Балтийского и Черноморского флотов |
| Су-25                              |                        | СССР · Россия          | Учебно-тренировочный самолёт                                          | Су-25УТГ                   | 5                      | Учебная палубная версия штурмовика Су-25 |
| L-39                               |                        | Чехия                  | Учебно-боевой самолёт                                                 | L-39                       | 4                      | Базируются на аэродроме Ейск |
| Противолодочные самолёты           |                        |                        |                                                                       |                            |                        | |
| Бе-12                              |                        | СССР                   | Противолодочный самолёт-амфибия                                       | БЕ-12ПС                    | 6                      | |
| Ил-38                              |                        | СССР · Россия          | Противолодочный самолёт                                               | Ил-38Ил-38Н                | 157                    | К 2020 году планируется модернизация 28 Ил-38. |
| Ту-142                             |                        | СССР · Россия          | Противолодочный самолёт                                               | Ту-142МРТу-142МК/МЗ        | 1012                   | По одной эскадрилье на Тихоокеанском флоте (Каменный Ручей) и Северном (Кипелово/Федотово) |
| Самолёты радиоэлектронной разведки |                        |                        |                                                                       |                            |                        | |
| Ил-20                              |                        | СССР                   | Самолёт радиоэлектронной разведки                                     | Ил-20РТ                    | 2                      | |
| Ил-22                              |                        | СССР                   | Самолет РЭБ/воздушный Командный пункт                                 | Ил-22М                     | 2                      | |
| Транспортная авиация               |                        |                        |                                                                       |                            |                        | |
| Ан-12                              |                        | СССР                   | Транспортный самолёт                                                  | Ан-12ПСАн-12БК             | 32                     | |
| Ан-24Ан-26                         |                        | СССР                   | Транспортный самолёт                                                  | Ан-24РВАн-26               | 124                    | |
| Ан-140                             |                        | Украина/ Россия        | Многоцелевой транспортный самолёт                                     | Ан-140                     | 4                      | [ 44 ] |
| Ан-72                              |                        | СССР                   | Военно-транспортный самолёт                                           | Ан-72                      | 6                      | |
| Ил-18                              |                        | СССР                   | Пассажирский самолёт/Транспортный самолёт                             | Ил-18Д                     | 1                      | |
| Ту-134                             |                        | СССР                   | Гражданский пассажирский самолёт, учебно-тренировочный самолёт        | Ту-134Ту-134УБЛ            | 91                     | |
| Ту-154                             |                        | СССР                   | Гражданский пассажирский самолёт                                      | Ту-154М                    | 2                      | |
| Вертолёты                          |                        |                        |                                                                       |                            |                        | |
| Ми-8                               |                        | СССР Россия            | Многоцелевой вертолёт                                                 | Ми-8Ми-8ТМи-8МТМи-8АМТШ-ВА | 84нет данных           | |
| Ми-24                              |                        | СССР · Россия          | Ударный вертолёт                                                      | Ми-24П                     | 7                      | |
| Ка-27                              |                        | СССР Россия            | Модернизированный противолодочныйПротиволодочныйПоисково-спасательный | Ка-27МКа-27ПЛКа-27ПС       | 22 ~45 16              | Часть вертолётов проходит модернизацию |
| Ка-29                              |                        | СССР                   | Транспортно-боевой вертолёт                                           | Ка-29                      | 26                     | |
| Ка-31                              |                        | СССР Россия            | Вертолёт радиолокационного дозора                                     | Ка-31Р                     | 2                      | |
| Ка-226                             |                        | Россия                 | Многоцелевой вертолет                                                 | Ка-226Т                    | 6                      | |

### Военная техника ПВО
| Тип               | Изображение | Производство | Назначение                         | Количество | Примечания |
| ЗРК и ЗРПК        | ЗРК и ЗРПК  | ЗРК и ЗРПК   | ЗРК и ЗРПК                         | ЗРК и ЗРПК | ЗРК и ЗРПК |
| ----------------- | ----------- | ------------ | ---------------------------------- | ---------- | ---------- |
| С-300ПМ1          |             | Россия       | Зенитный ракетный комплекс         | нет данных |            |
| С-300ПС           |             | СССР         | Зенитный ракетный комплекс         | нет данных |            |
| С-400             |             | Россия       | Зенитный ракетный комплекс         | 64 ПУ      |            |
| 96К6 «Панцирь-С1» |             | Россия       | Зенитный ракетно-пушечный комплекс | 30 ПУ      |            |

## Опознавательные знаки морской авиации
Ниже представлены бортовые опознавательные знаки летательных аппаратов Морской авиации:

Опознавательный знак авиации ВВС СССР с 1943 по 1991 год и ВВС Российской Федерации с 7 мая 1992 года по 4 марта 2010 года.
Опознавательный знак авиации ВВС Российской Федерации с 4 марта 2010 года[46].
Знак ВМФ СССР на фюзеляж.
Знак ВМФ РФ на фюзеляж.

На борту летательного аппарата рисовался стилизированный флаг ВМФ СССР, затем Андреевский флаг (единого стандарта не было).
Также в настоящее время на летательные аппараты ВМФ наносится регистрационный номер государственной авиации типа RF-00000 и надпись «ВМФ России» или «МА ВМФ России».

## Форма одежды военнослужащих морской авиации

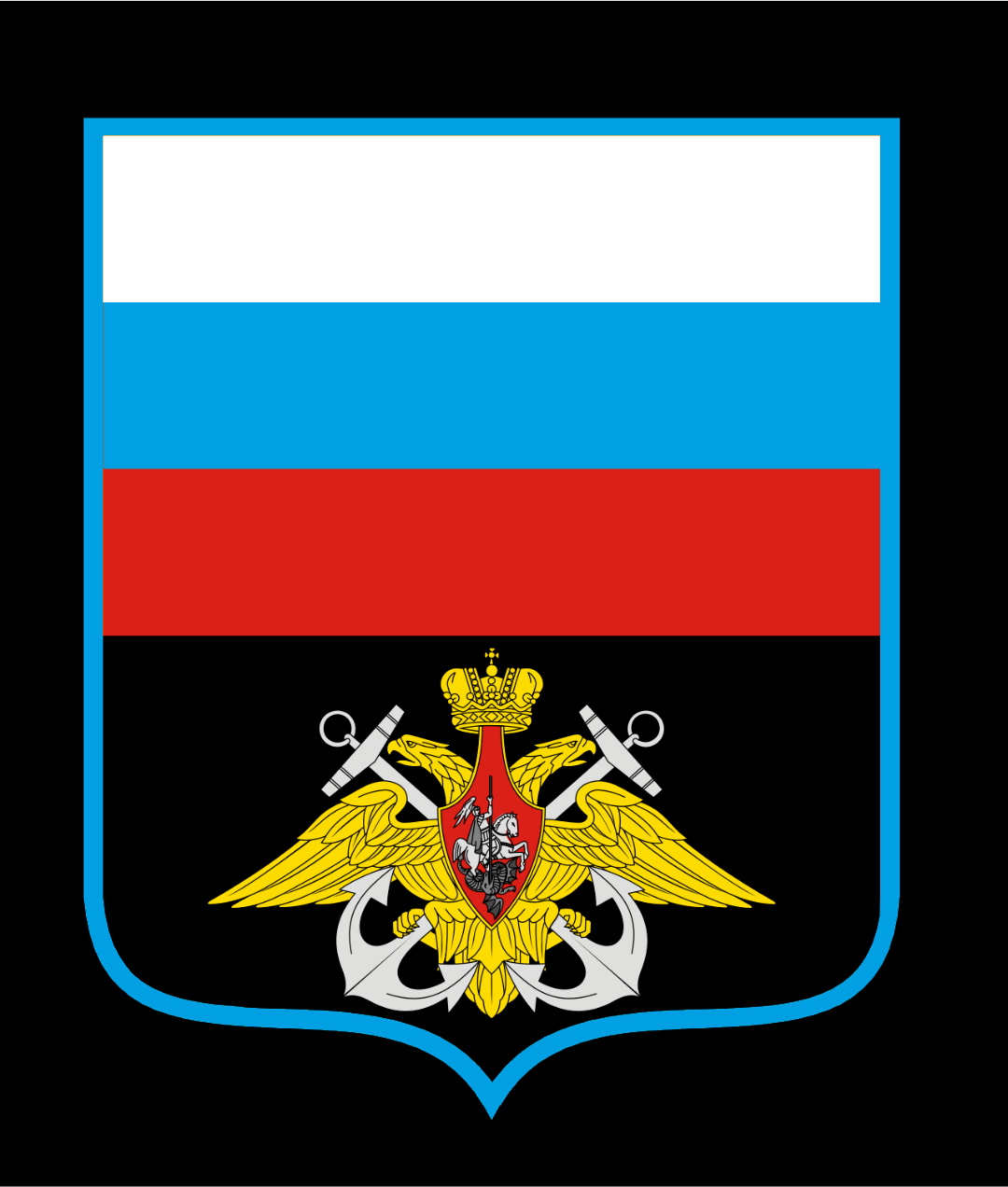
Нарукавный знак военнослужащих авиации ВМФ России (на левый рукав).

Повседневная и парадная военная форма одежды военнослужащих Морской авиации полностью соответствует военной форме военнослужащих ВМФ России. Чёрные (парадные золотые) погоны имеют голубой просвет и голубой кант, обозначающий принадлежность к авиации. Военнослужащие по призыву на шинелях и бушлатах носят голубые погоны, на фланелевых рубахах — голубые погончики (кроме рабочего платья). На левом рукаве повседневной и парадной формы одежды, а также иногда и на специальной (лётно-технической) нашивается эмблема Морской авиации. Также военнослужащие Морской авиации обеспечиваются полевой камуфлированной формой, которая носится повседневно в подразделениях обеспечения. Фактически, повседневной формой одежды для военнослужащих и гражданского персонала авиации (лётно-технического состава) является лётно-техническое обмундирование: куртки, костюмы или комбинезоны светло-бежевой или голубой (тропическая форма), синей, чёрной (зимняя технического состава) или камуфлированной расцветки (для всех категорий), без знаков различия. В 21-м веке было разработано и внедрено в части ВВС новое лётно-техническое обмундирование светло-синего цвета.

## Воинские звания военнослужащих морской авиации
Воинские звания военнослужащих — войсковые (не корабельные), за исключением рядового состава:
- матрос, старший матрос
- младший сержант, сержант, старший сержант, старшина
- прапорщик, старший прапорщик
- лейтенант, старший лейтенант, капитан
- майор, подполковник, полковник
- генерал-майор, генерал-лейтенант, генерал-полковник

| Призывной и контрактный состав авиации ВМФ России | Призывной и контрактный состав авиации ВМФ России | Призывной и контрактный состав авиации ВМФ России | Призывной и контрактный состав авиации ВМФ России | Призывной и контрактный состав авиации ВМФ России | Призывной и контрактный состав авиации ВМФ России | Призывной и контрактный состав авиации ВМФ России | Призывной и контрактный состав авиации ВМФ России | Призывной и контрактный состав авиации ВМФ России |
|                                                   | Матросы                                           | Матросы                                           | Сержанты и старшины                               | Сержанты и старшины                               | Сержанты и старшины                               | Сержанты и старшины                               | Прапорщики                                        | Прапорщики                                        |
| ------------------------------------------------- | ------------------------------------------------- | ------------------------------------------------- | ------------------------------------------------- | ------------------------------------------------- | ------------------------------------------------- | ------------------------------------------------- | ------------------------------------------------- | ------------------------------------------------- |
| Погоны к повседневной форме одежды                |                                                   |                                                   |                                                   |                                                   |                                                   |                                                   |                                                   |                                                   |
| Звание →                                          | Матрос                                            | Старший матрос                                    | Младший сержант                                   | Сержант                                           | Старший сержант                                   | Старшина                                          | Прапорщик                                         | Старший прапорщик                                 |
| Погоны к полевой форме одежды                     |                                                   |                                                   |                                                   |                                                   |                                                   |                                                   |                                                   |                                                   |

| Погоны к повседневной форме одежды |               |           |               |         |       |              |           |               |                   |                   |
| Звание →                           | Мл. лейтенант | Лейтенант | Ст. лейтенант | Капитан | Майор | Подполковник | Полковник | Генерал-майор | Генерал-лейтенант | Генерал-полковник |
| Погоны к полевой форме одежды      |               |           |               |         |       |              |           |               |                   |                   |

## Командующие морской авиацией
- А. А. Тучков (1914—1915),

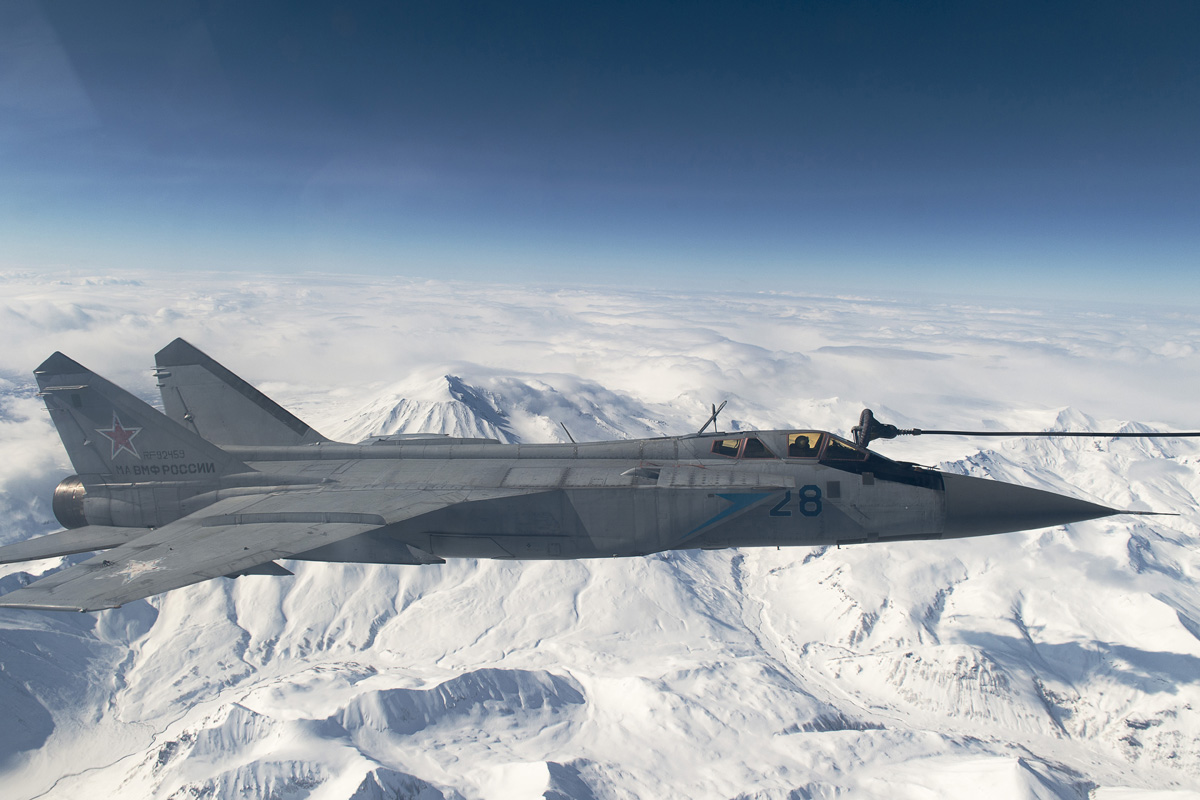
Перехватчик МиГ-31 7060-й авиабазы ТОФ в г. Елизово отработал перехват крылатой ракеты условного противника. 13 марта 2018.

- Б. Р. Миклашевский (декабрь 1915), ВрИД,
- И. Н. Дмитриев (июль 1916 — июль 1917),
- А. А. Тучков (июль 1917),
- Б. А. Щербачёв (август — октябрь 1917),
- А. П. Онуфриев (ноябрь 1917 — 19/9, комиссар МА),
- Н. Ф. Чернов (1918),
- С. А. Лишин (март — ноябрь 1919, репрессирован),
- И. Н. Дмитриев (сентябрь 1918 — июнь 1920),
- С. Э. Столярский (июнь 1920 — май 1921, пом. нач. ВФ республики по гидроавиации),
- М. Ф. Погодин (апрель — сентябрь 1920),
- А. П. Онуфриев (сентябрь 1920—1922).

В период 1923—1935 годах должность начальника Морской авиации страны была упразднена.
- комдив Бергстрём, Вальтер Карлович (июль 1935 — ноябрь 1937),
- комбриг, с 1939 комдив Коробков, Фёдор Григорьевич (январь 1938 — июнь 1939) врио,
- комбриг, с 1940 генерал-лейтенант авиации, с 1943 генерал-полковник авиации, с 1944 маршал авиации Жаворонков, Семён Фёдорович (июнь 1939 — декабрь 1946),
- генерал-лейтенант авиации Лемешко, Пётр Николаевич (март 1947 — декабрь 1949),
- генерал-лейтенант авиации Шугинин, Александр Михайлович (декабрь 1949 — февраль 1950), врид,
- генерал-лейтенант авиации, с 1951 генерал-полковник авиации Преображенский, Евгений Николаевич (февраль 1950 — май 1962),
- генерал-лейтенант авиации, с 1965 генерал-полковник авиации, с 1972 маршал авиации Борзов, Иван Иванович (май 1962 — июнь 1974),
- генерал-полковник авиации Мироненко, Александр Алексеевич (август 1974 — июль 1982),
- генерал-полковник авиации Кузнецов, Георгий Андреевич (июль 1982—1988),
- генерал-полковник авиации Потапов, Виктор Павлович (1988 — март 1994),
- генерал-лейтенант, с 1994 генерал-полковник Дейнека, Владимир Григорьевич (март 1994 — август 2000),
- генерал-лейтенант Федин, Иван Дмитриевич (август 2000 — апрель 2003),
- генерал-лейтенант Антипов, Юрий Дмитриевич (апрель 2003 — декабрь 2007),
- генерал-лейтенант Уваров, Валерий Павлович (январь 2008 — январь 2009),
- генерал-майор Куклев, Николай Викторович (январь — август 2010),
- генерал-майор Кожин, Игорь Сергеевич (октябрь 2010—2020),
- генерал-майор Пахомов, Андрей Николаевич (с 2020 г.)[47].